# Familia lui Nicolae Grigorescu
 Acest articol dezvoltă secțiunea Familia a articolului principal Nicolae Grigorescu .
Nicolae Grigorescu s-a născut în ziua de 15 mai 1838 în satul Pitaru din Județul Dâmbovița, în familia lui Ion și a Ruxandrei Grigorescu. El al fost cel de al șaselea copil din cei șapte pe care familia s-a străduit cu greu să-i întrețină. Dintre cei șapte copii ai lui Ion Grigorescu, există mențiuni documentare doar pentru patru: Nicolae pictorul, Gheorghe zugravul de biserici, Elena croitoreasă și Maria cea mai vârstnică dintre ei. 
Sora pictorului Maria Ghigorț s-a măritat în anul 1844 la doar 13 ani și a murit destul de tânără. Ea apare într-o fotografie (W.W. Ollenteit, București) din jurul anului 1860 alături de soțul ei. Nicolae Grigorescu a realizat un portret al acesteia care o înfățișează cosând, așezată pe o sofa. Tabloul se află astăzi la Biblioteca Academiei Române, Direcția de stampe.
Elena s-ar fi născut în anul 1831 și era mai vârstnică decât Gheorghe, ea fiind menționată documentar pentru prima oară ca garant (chezaș) într-un contract încheiat cu Anton Chladek. Elena s-a măritat cu Filionescu, un funcționar de primărie, cu care a avut o fată Alexandrina Filionescu. De aceasta s-a ocupat Nicolae oferindu-i educație și accesul la studii la Universitatea de Litere de la Paris. După studiile pe care le-a făcut în capitala Franței, Alexandrina s-a întors la București și a deschis un renumit pension de fete. Grigorescu i-a pictat, de altfel, și un foarte frumos portret.
Gheorghe era mai tânăr decât Elena, el a murit cu șase ani mai înaintea ei, în data de 31 august 1912. El s-a născut prin anul 1835 și și-a făcut ucenicia de zugrav de biserici în atelierul lui Anton Chladek. La vârsta de 16 ani a fost destul de avansat în meșteșugul picturii, drept pentru care a încheiat un contract pentru zugrăvirea unei biserici, dar cu o remunerație destul de modestă. Gheorghe l-a ajutat pe Nicolae la executarea picturilor murale de la Mănăstirea Zamfira în anul 1856 - 1857 și la Mănăstirea Agapia în anul 1860. Mai târziu, Gheorghe a intrat în rutina execuției de icoane. Sporadic a mai realizat copii după ilustrate și a încercat să facă portrete, dorind să-l urmeze pe Nicolae pe tărâmul picturii. Pictura lui a rămas la stadiul de diletant și ca un mijloc de a câștiga suplimentar mici sume de bani.
Tatăl lui Nicolae a fost după unii biografi notar în sat și mai apoi îngrijitor al conacului  boieresc a lui Filip Lenș, după alții a fost un fel de administrator. Mama Ruxandra, în opinia lui George Oprescu, s-ar fi îndeletnicit cu croitoria.
Familia Grigorescu  a locuit la conacul moșiei lui Filip Lenș (cel care a construit Casa Vernescu din București) care se afla în satul Strâmbeanu, pe malul pârâului Șuța ce se varsă în apropiere în râul Răstoaca. Ion Grigorescu a murit în anul 1843 și ca urmare, soția sa Ruxandra împreună cu copiii s-au mutat la București în grădina lui Filip Lenș din Clopotari, acolo unde astăzi ființează un spital pentru copii. După un timp familia Grigorescu s-a mutat la o rudă de-a lor, la Popa Volbură din mahalaua Cărămidarilor, unde au dus o viață simplă, mulțumindu-se cu puțin.
Așa cum Gheorghe (Ghiță) muncea la atelierul pictorului Anton Chladek, așa și Nicolae (Nicu) a intrat ca ucenic la acest atelier de zugrăvit. Din precizările pe care Virgil Cioflec le-a făcut despre această perioadă de ucenicie, a rezultat că Nicolae a fost pe la mai mulți meșteri zugravi până să ajungă la Chladek, la Gheorghe Puiu din Olari, mai apoi la fratele acestuia Dragomir și mai apoi la Nae Pantelimonescu care era un pictor de biserici renumit. Cu timpul, Nicolae a rămas singurul susținător al familiei, elocventă în acest sens fiind mărturisirea lui din anul 1856 în care a spus că ... este împovărat de îngrijirea de existență a unei mame văduve și [a unei] sore mai mică decât mine.
Una dintre cele mai mari iubiri pe care le-a avut Grigorescu în perioada sa de tinerețe a fost soprana Carlotta Lerik, pe care a cunoscut-o pe timpul studiilor sale la Școala de la Barbizon. După analiza criticilor și istoricilor de artă, Carlotta a fost una dintre muzele sale, ea pozând plină de feminitate pentru mai multe lucrări ale pictorului român. Astfel, ea apare în tabloul Interior de atelier, În grădină, Pe malul mării și La mare. În ultimii optsprezece ani de viață, Nicolae Grigorescu a trăit cu Maria Dáncs (Dancu sau Danciu) născută în familia lui Dáncs Gábor si Ördög Zsuzsánna din Chiuruș (Covasna). Cu aceasta pictorul a avut un fiu numit Gheorghe care a lăsat în urmă patru urmași, două fete și doi băieți. Există precizări controversate că pictorul s-ar fi căsătorit în ultima sa zi de viață cu cea care i-a stat alături și i-a dăruit un fiu. Întreaga avere, artistul a lăsat-o moștenire prin testament Mariei Dáncs și lui Gheorghe Grigorescu.

## Cadrul istoric și social

### Satul natal
Dacă activitatea de cercetare istorică a genealogiei lui Mihai Eminescu a dat atât de mult de lucru biografilor lui în scopul depistării unei origini romantice a poetului, studiile care l-au avut ca subiect pe Nicolae Grigorescu au fost cruțate de asemenea ipoteze inutile și elucubrante. Datele obținute ca urmare a analizelor care s-au făcut au dovedit faptul că artistul cobora dintr-un neam de țărani din regiunea de câmpie a Munteniei, mai precis de la jumătatea drumului dintre București și Pitești, din satul Pitaru, Dâmbovița. Existența unor strămoși, care să confirme o continuitate familială în ce privește tradițiile nu poate fi vorba, și posibilitatea efectuării unor alte cercetări oricât de conștiincioase ar fi, nu va spori semnificativ cantitatea sau calitatea cunoștințelor deja dobândite până în anul 1965 pe această temă. Astfel, Grigorescu s-a ridicat dintr-o familie care făcea parte din pătura anonimă a poporului român și cel mai vechi ascendent cunoscut al lui este propriul lui tată.

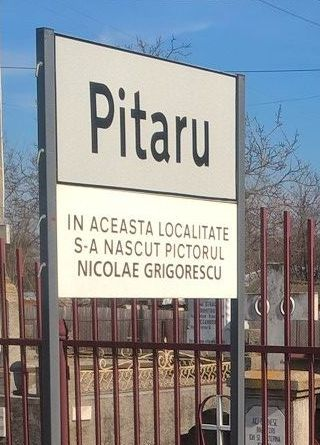
Indicator rutier aflat în fața bisericii din Pitaru

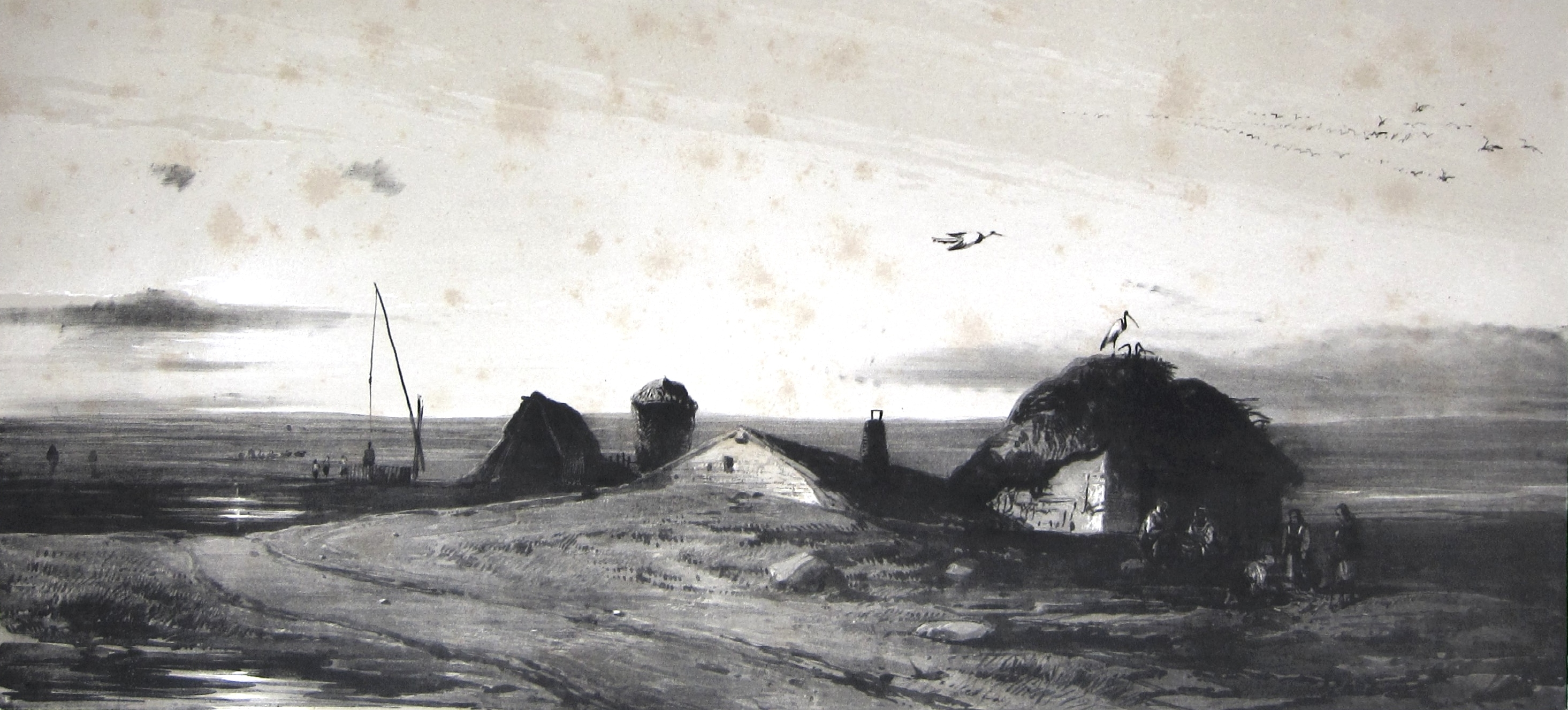
Colibe în câmpia Munteniei - de Michel Bouquet (1840)

În ziua de astăzi, localitatea Pitaru este o așezare care are câteva sute de case, dispuse în toate direcțiile pe de-o parte sau alta a drumului principal care derivă din șoseaua națională. În trecut existau trei sate Moara Crovului, Strîmbeanu și Pitaru, toate trei fiind mai apoi înglobate într-o singură comună cu numele unui Văcărescu, care avusese acolo o moșie, și mai târziu cu numele de Pitaru, astăzi făcând parte din comuna Potlogi. Istoricul George Oprescu a fost de părere că așezarea ar avea o vechime de circa 200 de ani, la momentul 1961 când a scris monografia lui Grigorescu, luând în considerare faptul că Palatul brâncovenesc de la Potlogi era situat la doar câțiva kilometri de satele Pitaru și Strîmbeanu care au biserici construite încă de la jumătatea secolului al XVIII-lea.
De-a lungul comunei șerpuiește o gârlă numită Șuța care se varsă mai apoi în Răstoaca, prin albia căreia apele ajung în Râul Argeș. Pe vremea copilăriei lui Nicolae, satul nu putea avea mult mai multe case ca în anul 1810 când existau 38 de case și 136 de oameni, dintre care 70 de femei și 66 de bărbați. Regulamentul organic nu îmbunătățise viața țărănimii, ci sporise zilele de muncă obligatorii pe moșia boierească. De la 12 zile de clacă cât prevedea legea, țăranii trebuiau să presteze de fapt 56 de zile pe an în Țara Românească și 84 de zile în Moldova. La toate acestea se suprapuneau abuzurile arendașilor care îngreunau și mai mult viața de zi cu zi a țăranului român. Rezultatul analizei lui Nicolae Bălcescu asupra efectelor Regulamentului organic, a fost că:
„Acum toți țăranii s-au înfundat într-o datorie atât de mare, care se grămădește din an în an, încât toată viața lui este robit cu totul și numai cu moartea se poate plăti și mîntui de acești cumpliți cămătari de muncă.”
---- Nicolae Bălcescu: Reforma socială la români, în Opere, I, Editura Academiei, pag. 268
Prevederile Regulamentului organic privitoare la învățământ au ajuns și mai greu în mediul sătesc. Cu toate că s-au înființat mii de școli la sate și în capitalele județene, de fapt în mediul rural ele existau doar cu numele, deoarece înființarea lor a fost lăsată pe mâna proprietarilor de pământuri - marii moșieri. În sine, situația a rămas neschimbată și ea nu diferea cu prea mult de relatările lui Dinicu Golescu în care locuitorii satelor trăiau o viață de înfricoșătoare mizerie. Ținând cont de toate aceste împrejurări, apariția la sat a unui slujbaș domnesc aducea cu dânsul o spaimă apocaliptică. Constantin Golescu a definit spaima țăranilor astfel:  „... fugeau atât ei, cât și muierile lor, și copiii care puteau fugi, prin păduri și pe munți, întocmai ca dobitoacele cele sălbatice, când le gonesc vânătorii cu câinii.”
Dovada acestor stări de lucruri a fost imortalizată în schițele, desenele și picturile realizate de către mai mulți pictori romantici occidentali care au trecut prin Țara Românească în acele timpuri. Elocvente în acest sens sunt cele executate de către Auguste Raffet sau Michel Bouquet, artiști interesați mai ales de aspectul etnografic și de pitorescul locurilor. Cel mai reprezentativ desen care descrie relatările lui Constantin Golescu este cel al lui Bouquet din 1840, el înfățișează sinistra goliciune a colibelor din Bărăgan. Acestea apar îngropate pe jumătate în pământ la marginea unui drumeag care se pierde în imensitatea câmpiei. Acest motiv al colibelor câmpenești a fost folosit și de Grigorescu în multe din lucrările sale în care înfățișează viața satelor.

### Conacul lui Filip Lenș

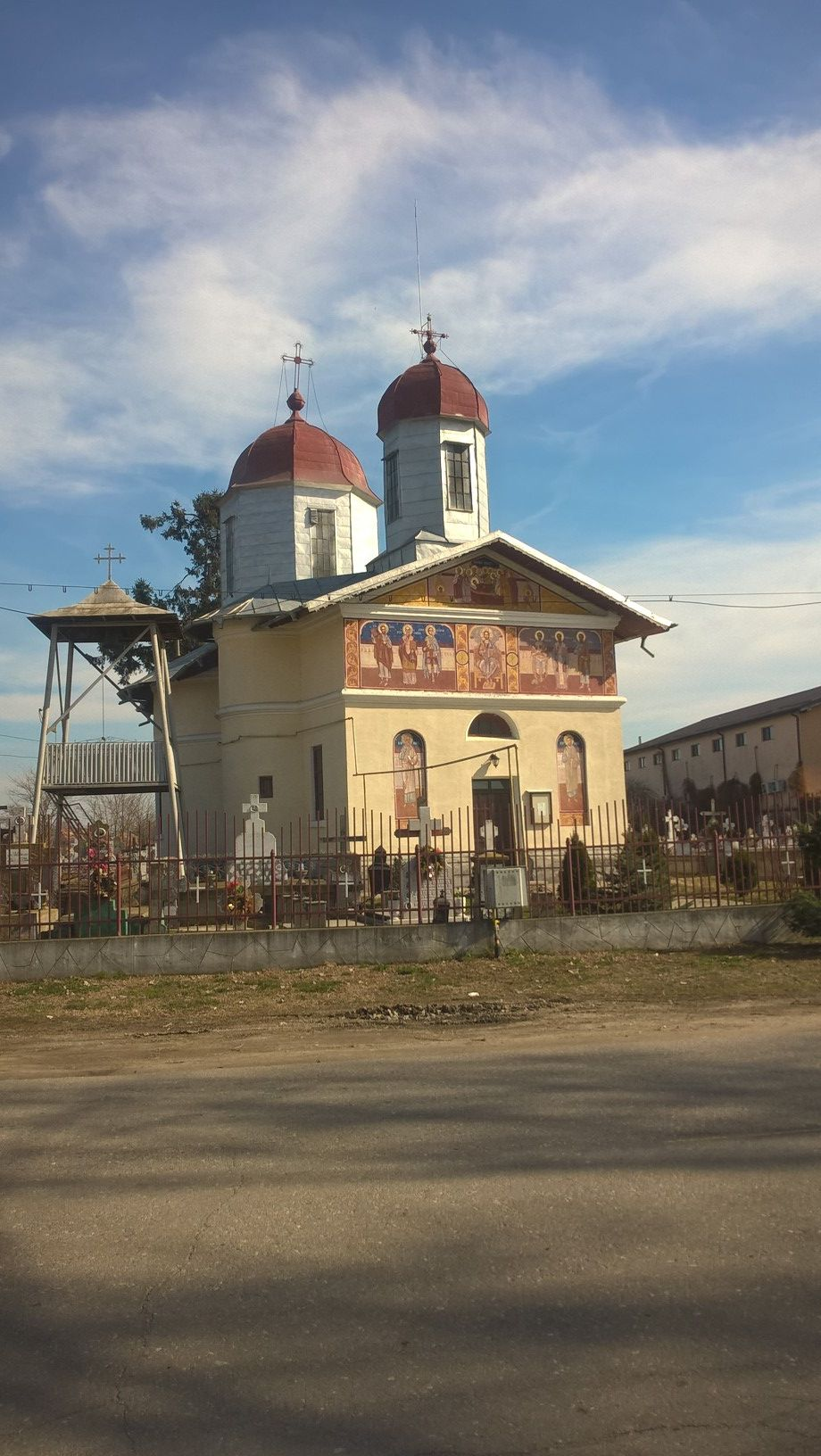
Biserica Adormirea Maicii Domnului din Pitaru

În anii copilăriei lui Nicolae Grigorescu, satul Pitaru se afla pe moșia marelui boier Filip Lenș (1779 - 1858), boier care avea o mulțime de proprietăți în mai multe județe și care poate fi un etalon al tipicului boierimii din Țara Românească din acele timpuri. El era un membru al protipendadei și cu ajutorul averii pe care o avea, putea influența deciziile domnitorului și chiar înlocuirea lui, asta în cazul în care nu-și dorea pentru el însuși scaunul domnesc. În tinerețea sa s-a bucurat de protecția lui Constantin Ipsilanti și ca și acesta și-a adunat o importantă colecție de artă. Boierul a adunat la conacul lui de la Pitaru tot felul de lucruri agonisite de prin străinătățuri, piese de mobilier, bibelouri de porțelan, tapiserii foarte scumpe, covoare de Șiraz precum și copii după opere realizate de Albrecht Dürer, Salvator Rosa și Rubens. La acest conac a presupus istoricul de artă Barbu Brezianu că s-ar fi declanșat vocația lui Nicolae Grigorescu spre arta picturii, privind în copilărie împreună cu tatăl lui colecția marelui boier valah. Lenș nu a precupețit niciun efort în adunarea averii, folosindu-se de orice mijloace pentru a-și atinge scopurile. Astfel, a obținut de mai multe ori concesiunea serviciilor poștale, existând în acest sens mențiuni documentare care atestă că în anul 1824 statul român îi datora peste un milion de lei, o sumă considerabilă pentru acele vremuri. Similar poștelor, a avut și concesiunea tuturor salinelor din țară.

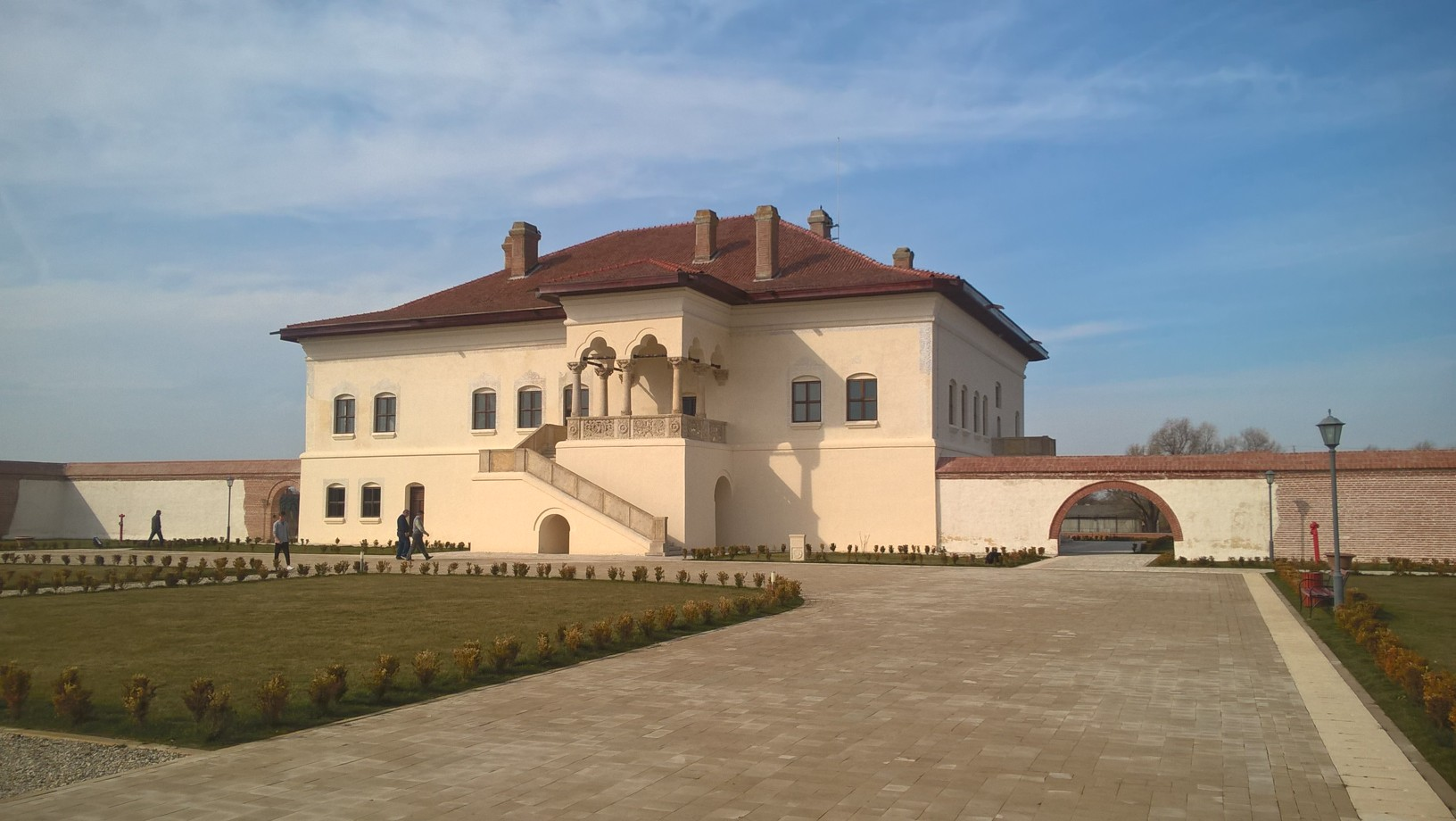
Ansamblul Palatului Brâncovenesc din Potlogi

Cu banii câștigați își întreținea copiii la studii la Paris și avea cea mai frumoasă casă din București, considerată pe atunci ca fiind mai frumoasă decât însăși palatul domnesc. Cu toate că avea gusturi europene, Filip Lenș se îmbrăca după moda tradițională românească. El apare într-un daghereotip unde este îmbrăcat cu giubea îmblănită, anteriu înflorat și are barba mare răsfirată pe piept și capul acoperit cu calpac de samur.
Cum era obișnuința boierimii locale, Lenș și-a construit în locul unde Șuța se varsă în Răstoaca, pe moșia de la Pitaru, un conac corespunzător poziției sale sociale. Domeniul lui de la Pitaru avea heleșteu, ogradă pentru magazii, cotețe și hambare, totul fiind foarte bine îngrijit. Pare că prin simpatie cu monumentalitatea Ansamblului Palatului Brâncovenesc de la Potlogi, conacul lui Lenș era și el prevăzut cu un zid impresionant care înconjura stabilimentul și acareturile. Astăzi (1961), clădirea veche a conacului nu mai există, în locul ei fiind ridicată o altă clădire care respectă planul inițial de construcție. Conacul de astăzi se întinde pe un singur etaj cu vreo paisprezece camere, altele aflate la mansardă, totul fiind dispus peste niște beciuri adânci unde se poate vedea vechea zidărie. În spatele stabilimentului se află biserica satului la care se poate ajunge pornind chiar din curtea boierească printr-o poartă deschisă-n zidul împrejmuitor. Filip Lenș s-a ocupat și de starea bisericii ordonând refacerea picturilor murale precum și înlocuirea catapetesmei cu alta nouă.

Biserica din Pitaru și ansamblul hotelier construit pe situl conacului lui Filip Lenș, distrus complet - martie 2017
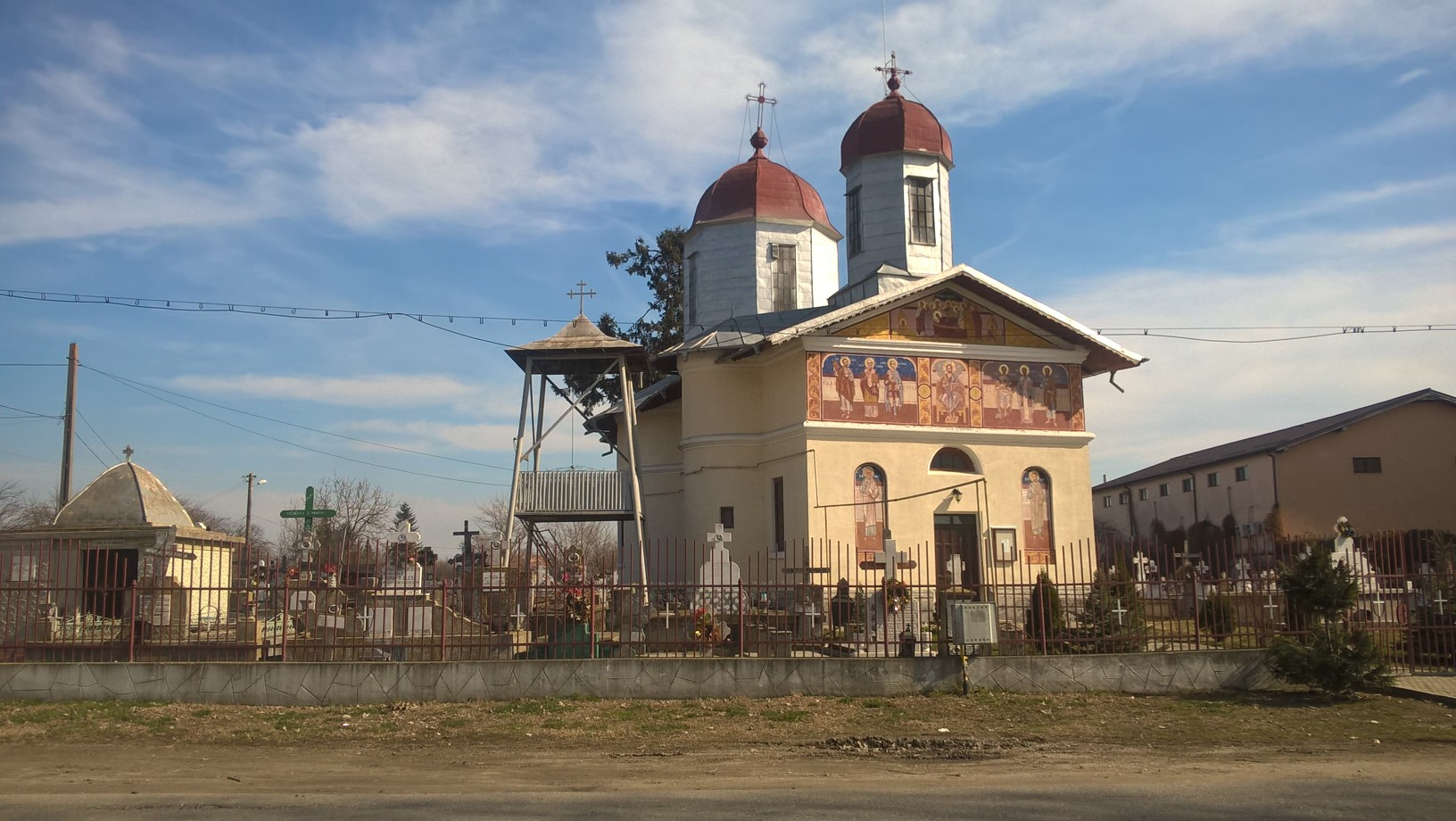
Biserica Adormirea Maicii Domnului din Pitaru
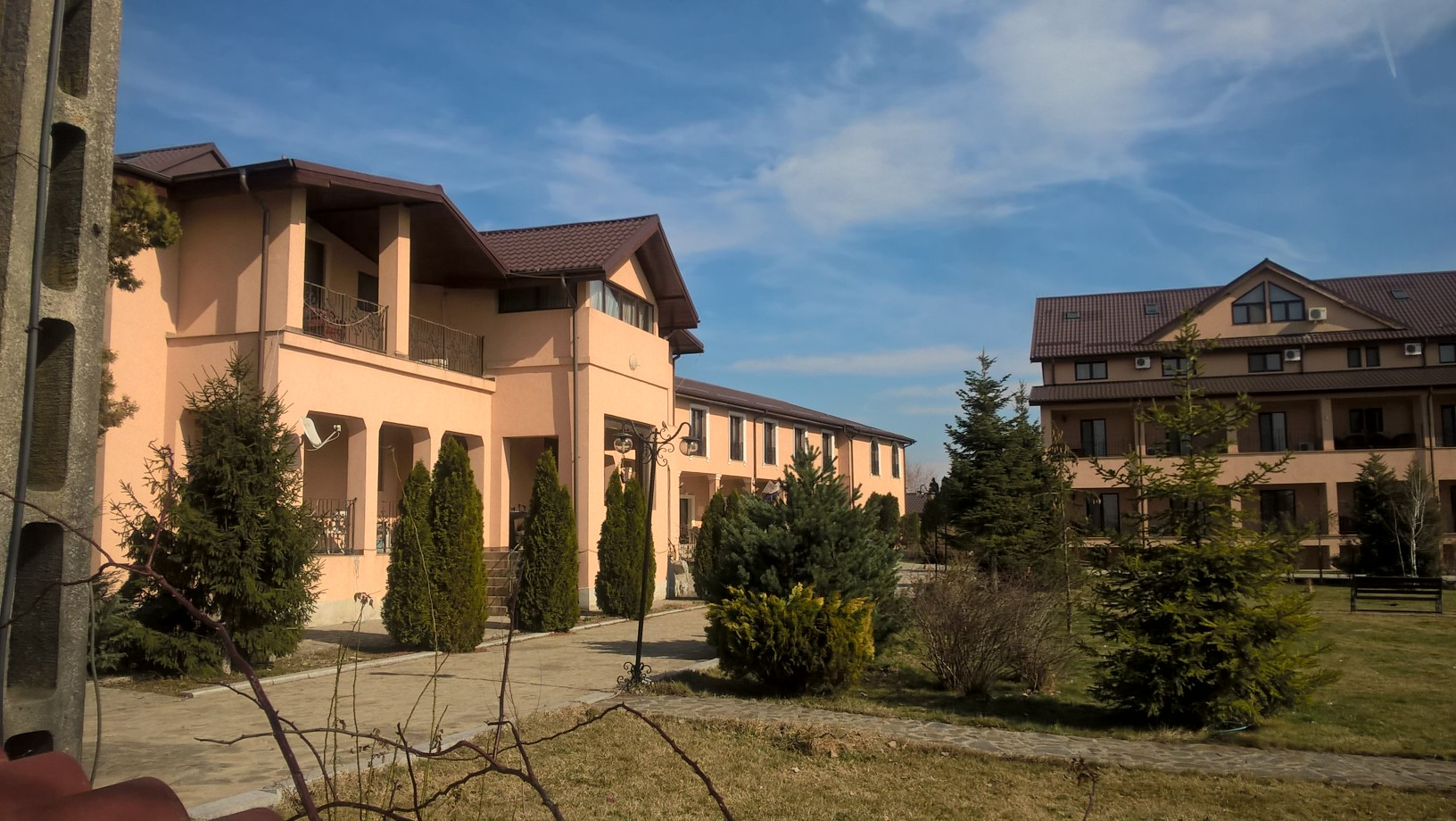
Ansamblu hotelier (1)
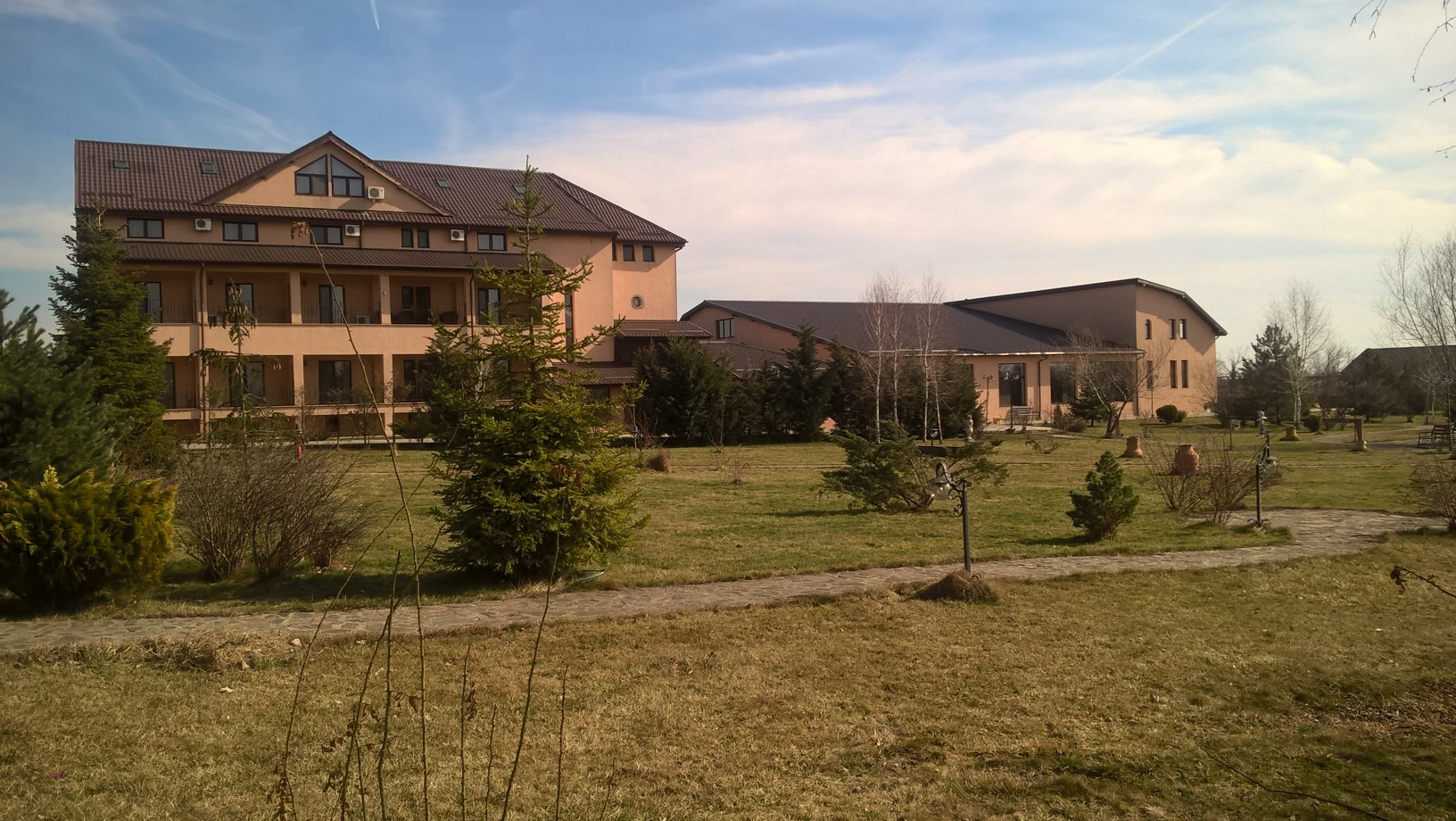
... (2)
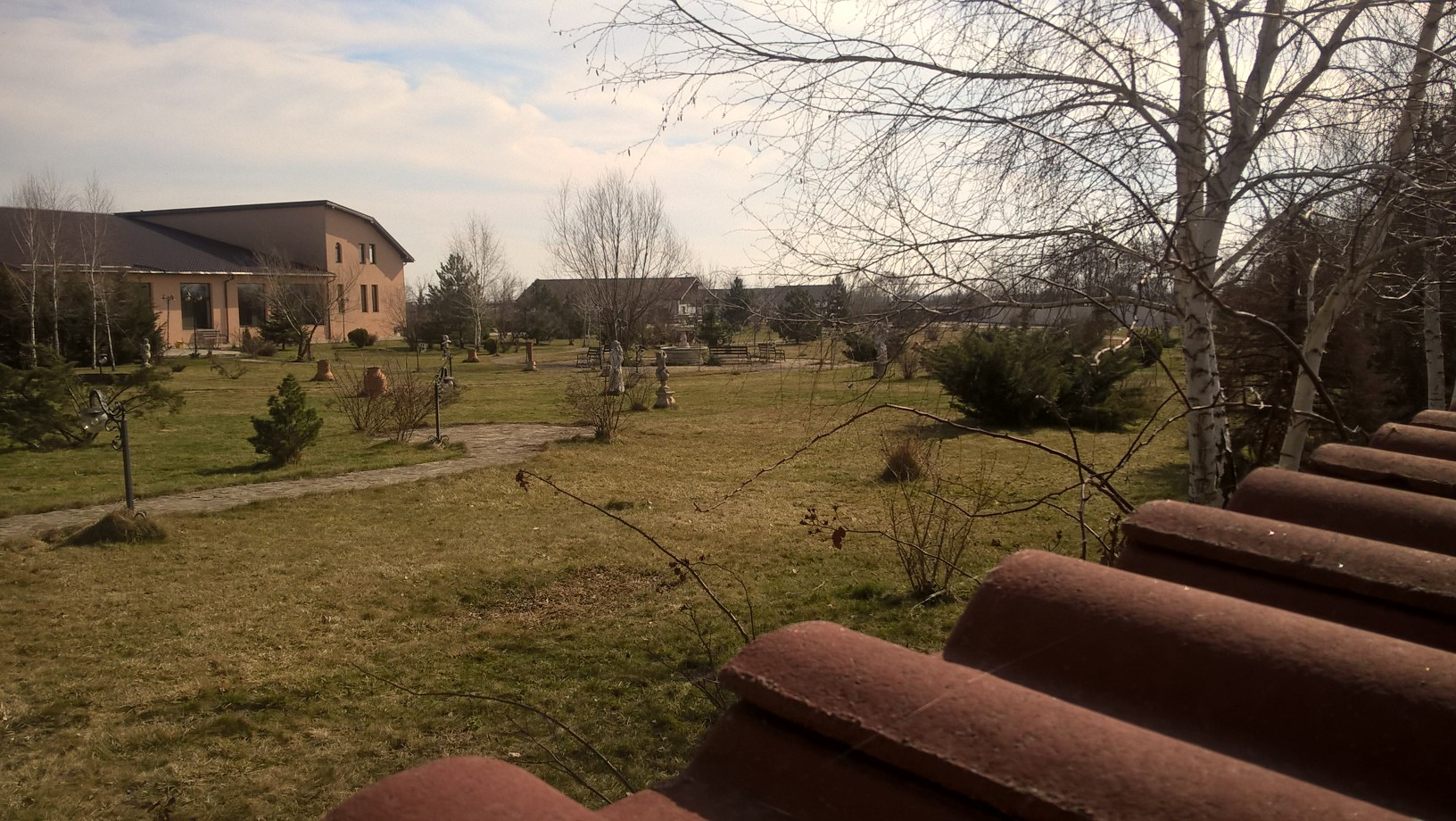
... (3)

Heleșteul conacului a fost format din redirijarea Șuței și dincolo de el s-au amplasat casele slujitorilor. În aceste case, George Oprescu presupune că locuia Ion Grigorescu și familia sa numeroasă. Fiind un țăran cu știință de carte, Ion era folosit de boier pentru ținerea socotelilor moșiei. Au existat biografi ai lui Nicolae Grigorescu care au dorit o înnobilare a originii sale. Aceștia au văzut în Ion Grigorescu un arendaș sau un vătaf de moșie care a ținut în arendă chiar, moșiile de la Potlogi. Adevărul a fost că Ion Grigorescu a fost slujbaș boieresc mărunt sau notariu așa cum și-a amintit un bătrân care l-a cunoscut.[A]
Nicolae Grigorescu nu s-a dezis niciodată de originea sa țărănească, ba se mândrea cu ea și o afirma cu tărie, uneori indignat de presupunerea glumeță a lui Caragiale care spunea că ar avea sânge grecesc pentru că „... prea e deștept”.

## Leagănul copilăriei
„... Din umbra aceasta, din cuibușorul acesta ascuns în fundul unei mahalale din marginea Bucureștilor s-a ridicat marele Grigorescu... Singur s-a ridicat. Era un copil delicat, sfios, care se uita în juru-i cu ochii pururea proaspeți ai nevinovăției, ai acelei naivități divine care a fost farmecul puterii lui și care niciodată nu l-a părăsit. Și așa fraged și puțintel cum era, ardea de neastâmpăr, de setea de a zbura, de a pleca în lume, de a lupta, de a ispiti necunoscutul, vraja și primejdiile depărtărilor, tăcut și încrezător în el, ca prâslea cel năzdrăvan din basme. Cine știe dacă nu au într-adevăr presimțirea chemării lor pe lume copiii aceștia predestinați, în sufletul cărora, ca floarea în mugur, se pregătește să înflorească sufletul unui popor! Altfel, cum să înțelegi siguranța cu care se duc năzdrăvanii aceștia drept la ținta lor, cu toate și peste toate greutățile ce li se pun în cale?”
---- Alexandru Vlahuță: Vezi în original la wikisursă -- Pictorul Grigorescu, București, 1910
Nicolae Grigorescu s-a născut în ziua de 15 mai 1838 în satul Pitaru din Județul Dâmbovița, în familia lui Ion și a Ruxandrei Grigorescu. El al fost cel de al șaselea copil din cei șapte pe care familia s-a străduit cu greu să-i întrețină. La momentul decesului tatălui, copiii aveau vârsta între patru și doisprezece ani, fiind născuți în perioada 1831 - 1839. Asupra fraților și a surorilor sale există puține informații care au rămas istoriei. Din datele lacunare, de altfel, se cunoaște până în prezent câte ceva doar despre trei dintre ei.

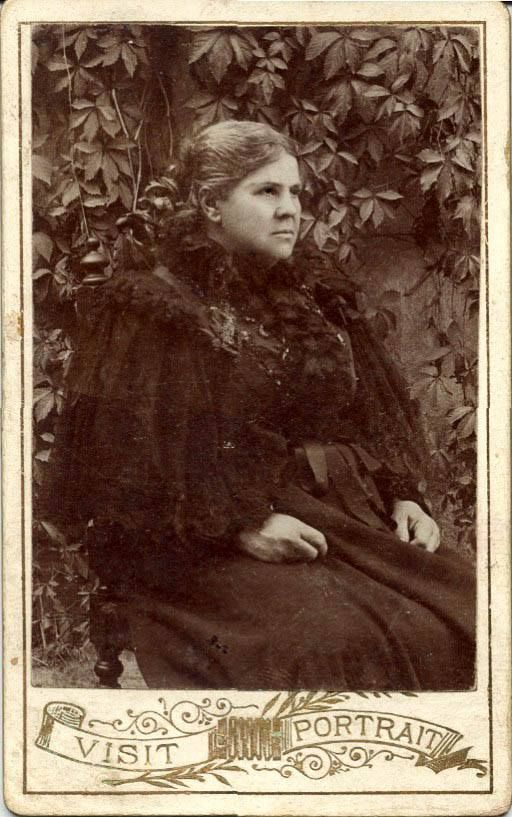
Elena Grigorescu

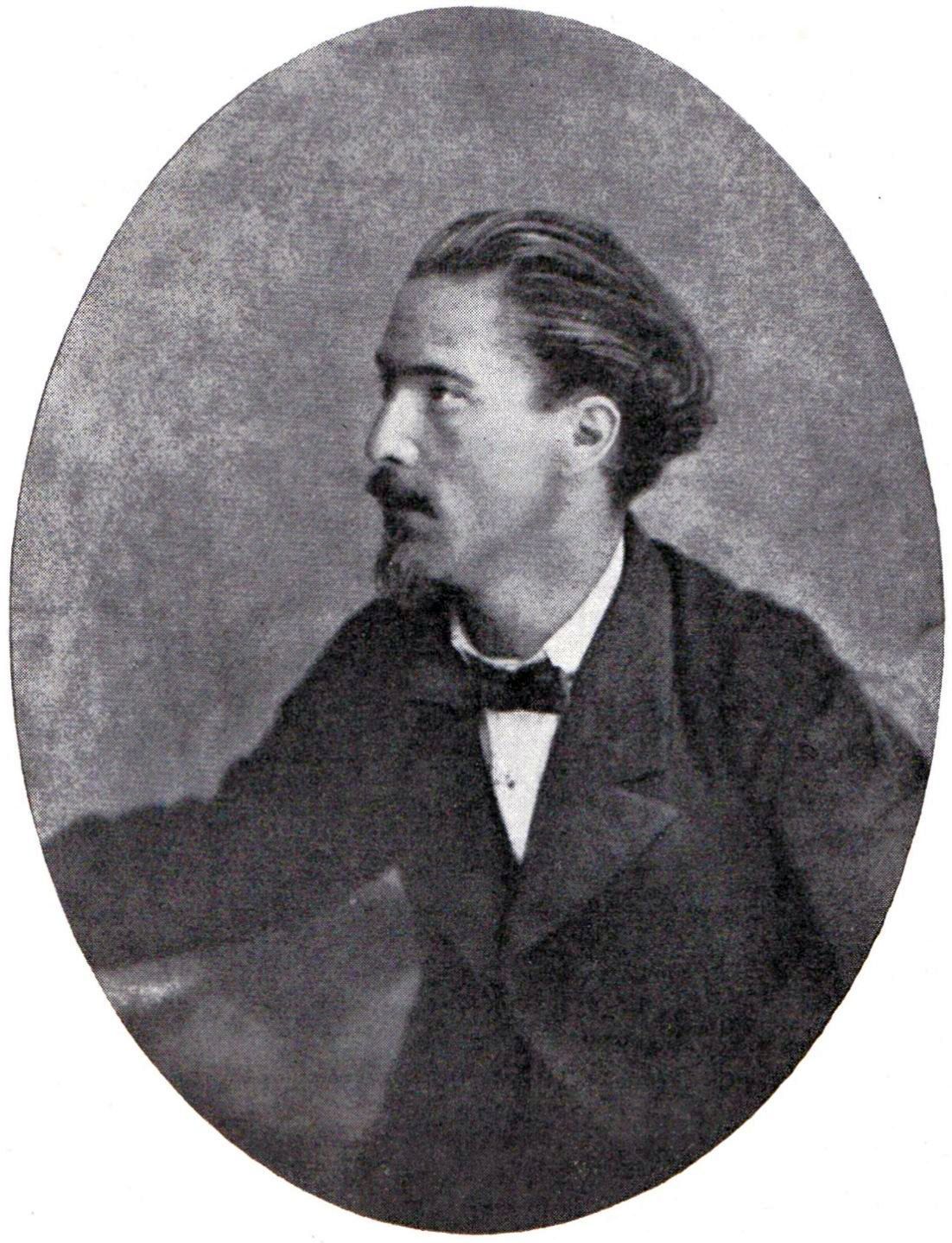
Gheorghe Grigorescu

Se știe despre Elena, una dintre surorile cele mai mari, din declarațiile de natură orală a unei nepoate de soră a pictorului. Ea s-ar fi născut în anul 1831 și era mai vârstnică decât Gheorghe, Elena fiind menționată documentar pentru prima oară ca garant (chezaș) într-un contract încheiat cu Anton Chladek. Elena s-a măritat cu Filionescu, un funcționar de primărie, cu care a avut o fată Alexandrina Filionescu.
De Alexandrina s-a ocupat Nicolae oferindu-i educație și accesul la studii la Universitatea de Litere de la Paris. După studiile pe care le-a făcut în capitala Franței, Alexandrina s-a întors la București și a deschis un renumit pension de fete. Grigorescu i-a pictat, de altfel, și un foarte frumos portret. Legăturile dintre Elena, care a trăit multă vreme, și Nicolae erau destul de frecvente în sensul că artistul i-a scris, de exemplu, pentru a o ruga să-i caute un model. Elena a trecut în neființă în anul 1917 sau 1918, informația fiind adusă de George Oprescu și nu a fost susținută de surse documentare. Prin testamentul său din 20 iulie 1907, Nicolae a lăsat Elenei Filionescu o pensie viageră de 1800 lei.
Gheorghe era mai tânăr decât Elena, el a murit cu șase ani mai înaintea ei, în data de 31 august 1912. El s-a născut prin anul 1835[B] și și-a făcut ucenicia de zugrav de biserici în atelierul lui Anton Chladek. La vârsta de 16 ani a fost destul de avansat în meșteșugul picturii, drept pentru care a încheiat un contract pentru zugrăvirea bisericii de la Baloteasca, dar cu o remunerație destul de modestă. Acesta este contractul pe care Elena l-a iscălit ca garant:

„Contract
Prin care subiscălitul m-am învoit cu dumnealui d. Antoine Chladek a-i lucra la o biserică ce era de zugrăvit până îi voi săvârși tot lucrul, însă să fiu dator a stărui pe lucru fără a strica măcar o zi din cele de lucru, însă duminicile și prasnicile împărătești să fiu slobod fără a mă întrebuința nici la cel mai mic lucru. Și dumnealui să fie dator a mă plăti, după a noastră învoială, câte șapte galbeni, bani împărătești, pentru fiecare lună, precum și mâncare, din care bani am primit înainte cinci galbeni împărătești, iar ceilalți bani îi voi primi întotdeauna la sfârșit de lună și se va trece în dosul acestui contract. Și spre a-și avea temei, am iscălit însumi rugând și pe cinstita comisie a văpselei de albastru a adeveri după orânduială.”
---- Gheorghe Grigorescu, 1851, aprilie 23

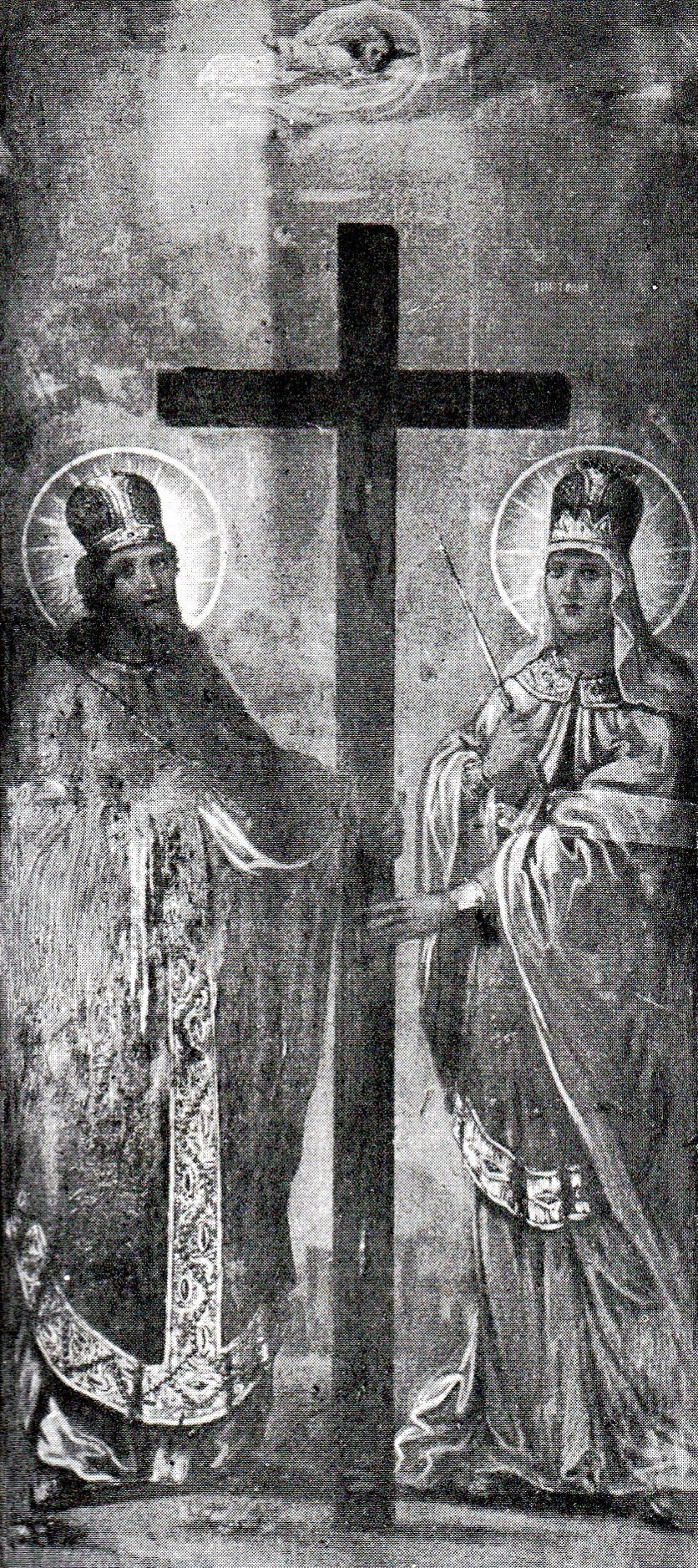
Icoana Sfinților Constantin și Elena de la Pitaru - de Gheorghe Grigorescu (1853)

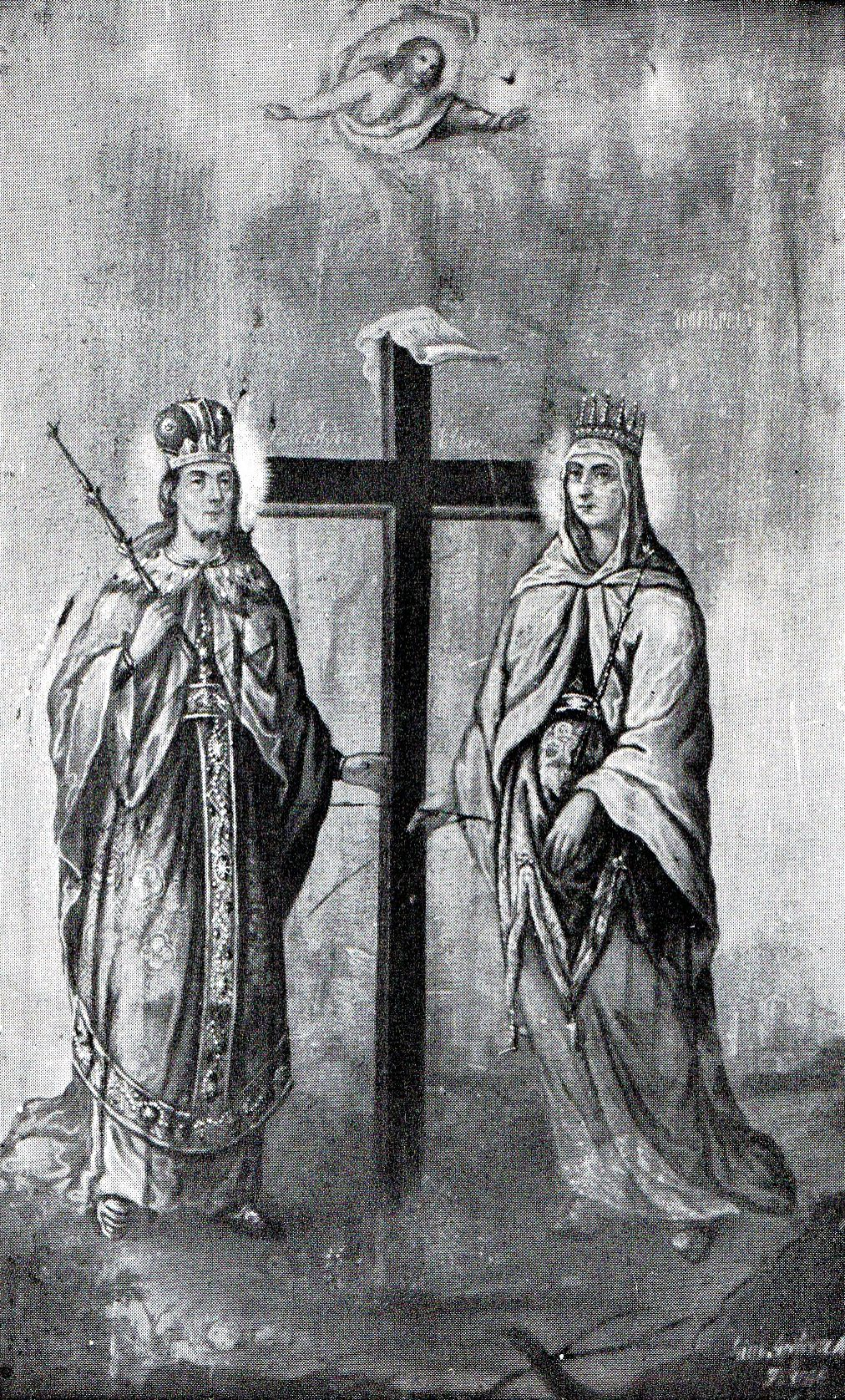
Icoana Sfinților Constantin și Elena de la Băicoi - de Nicolae Grigorescu (1853)

Învățăturile lui Chladek pot fi observate în icoanele pe care Gheorghe le-a executat, trei dintre ele afându-se și astăzi la biserica din satul Pitaru: Sfântul Spiridon (1852), Sfântul Dumitru (1852) și Sfinții Constantin și Elena (1853). Gheorghe l-a ajutat pe Nicolae la executarea picturilor murale de la Mănăstirea Zamfira în anul 1856 - 1857 și la Mănăstirea Agapia în anul 1860. Mai târziu, Gheorghe a intrat în rutina execuției de icoane. Sporadic a mai realizat copii după ilustrate și a încercat să facă portrete, dorind să-l urmeze pe Nicolae pe tărâmul picturii. Pictura lui a rămas la stadiul de diletant și ca un mijloc de a câștiga suplimentar mici sume de bani. El și-a schimbat slujbele precum cămășile, trecând de la tribunal la regie și mai apoi în serviciul vămilor și s-a plictisit oriunde se angaja la Iași, la Constanța, la Pitești sau Călărași. Spre bătrânețe a devenit posac și gras, așa cum l-a reprezentat fratele său mai talentat într-un desen aflat astăzi la Muzeul Național de Artă al României, Secția de Grafică.
Așa cum a precizat Alexandru Vlahuță, cel mai mare copil al lui Ion Grigorescu în momentul decesului acestuia, avea 12 ani. George Oprescu a considerat că acesta nu putea fi decât sora pictorului Maria Ghigorț, soră care s-a măritat în anul 1844 la doar 13 ani și a murit destul de tânără. Astfel, Oprescu a considerat că Maria era mai în vârstă decât Elena, dar nu a adus nicio sursă credibilă care să susțină afirmațiile sale. Ea apare într-o fotografie (W.W. Ollenteit, București) din jurul anului 1860 alături de soțul ei. Nicolae Grigorescu a realizat un portret al acesteia care o înfățișează cosând, așezată pe o sofa. Tabloul se află astăzi la Biblioteca Academiei Române, Direcția de stampe.
Familia Grigorescu  a locuit la conacul moșiei lui Filip Lenș (cel care a construit Casa Vernescu din București) care se afla în satul Strâmbeanu, pe malul pârâului Suța ce se varsă în apropiere în râul Răstoaca. Numele de Pitaru al locului  există și astăzi dar conacul a fost dărâmat. Filip Lenș s-a încuscrit cu Costache Văcărescu prin căsătoria unei fete de-a lui cu unul din urmașii Văcăreștilor. Ca urmare, Lenș a dat moșia din Pitaru ca zestre fiicei sale și din acest motiv, o perioadă de timp, locul s-a mai numit Văcăreștii-de-Răstoacă, după numele noului proprietar asociat cu numele râului principal ce trece pe aici. Formarea acestui toponim local diferă de cel al Văcăreștiilor de lângă Târgoviște, acolo unde a început arborele genealogic al celebrei familii boierești. Este de precizat că la biserica din sat mai există o mulțime de odoare dăruite de Filip Lenș, care sunt inscripționate cu inițialele F.L. Printre ele poate fi remarcată și o icoană ce reprezintă pe Sfinții Constantin și Elena și care este semnată de Ghiță Grigorescu, unchiul lui Nicolae care era și el zugrav de biserici (vezi capitolul Controverse, Incertitudini).
Tatăl lui Nicolae a fost după unii biografi notar în sat și mai apoi îngrijitor al conacului lui Lenș și după alții  un fel de administrator. Ruxandra, în opinia lui George Oprescu, s-ar fi îndeletnicit cu croitoria, acest fapt putând fi dedus din spusele lui Nicu de mai târziu: 
„..."Cu acul ne-a crescut biata mama. Și o dată n-am auzit-o plângându-se ori blestemând, ori spunând vreo vorbă rea. S-a trudit, sărăcuța de ea, s-a învățat singură să citească și să scrie, ca să ne poată învăța și pe noi puțină carte. Că ce școli erau pe vremea aia?... De dimineață până în noapte muncea și ne îngrijea s-avem de toate. Surorile începeau să coasă și ele. Un frate mai mare intrase ucenic la un unchi al mamei, zugrav de biserici... Se vede că era în neamul nostru, că mult îmi mai plăceau și mie icoanele când eram mic. Pentru mine, sfinții erau vii: stam cu sfială înaintea lor, și eram încredințat că și ei se uită la mine, mă așteptam să-i aud vorbind, să-i văd mișcându-se, ridicând mâna să mă binecuvânteze. La zece ani am intrat și eu la un iconar. Da' era un om sucit, Dumnezeu să-l ierte, și rar auzeai o vorbă cumsecade din gura lui. Mă punea să mătur, să-i legăn copilul, și când vroiam să mă uit și eu cum zugrăvește, mă lua la goană. Numai câteodată, când îi frecam colorile, se mai îmbuna și mă lăsa pe lângă el — atunci eram în culmea fericirii; îmi vorbea blând, îmi arăta cum se fac sfinții, îi sorbeam vorbele și mă uitam la el ca la un dumnezeu. După doi ani m-am întors acasă, ș-am început să fac singur iconițe. Era vară. Duminica mă duceam la obor. Îmi așterneam hăinuța jos, îmi întindeam marfa pe ea și-mi așteptam mușterii, ca orice negustor. Treceau femei sărace, oameni de la țară, mă întrebau cine le-a zugrăvit, le spuneam că eu... și cumpărau, bieții oameni, ziceau că-s icoane cu noroc, de la copil nevinovat. Doamne, cu ce bucurie am venit eu acasă după cea dintâi afacere a mea! Făcusem vreo zece sorcoveți, și când i-am pus mamei în mână, s-a uitat la bani, apoi la mine, și m-a întrebat îngrijată de unde-s — că eu lucrasem pe ascuns icoanele. Când i-am spus, m-a sărutat, a dat să zică ceva, și s-a întors repede cu fața spre fereastră, că-i venea să plângă. Aceea a fost, poate, cea mai fericită zi din viața mea. Eram mare -aduceam parale în casă, bucurie la ai mei, cu munca mâinilor mele... Cine mai era ca mine!"”.
---- Alexandru Vlahuță: Vezi în original la wikisursă -- Pictorul Grigorescu, București, 1910

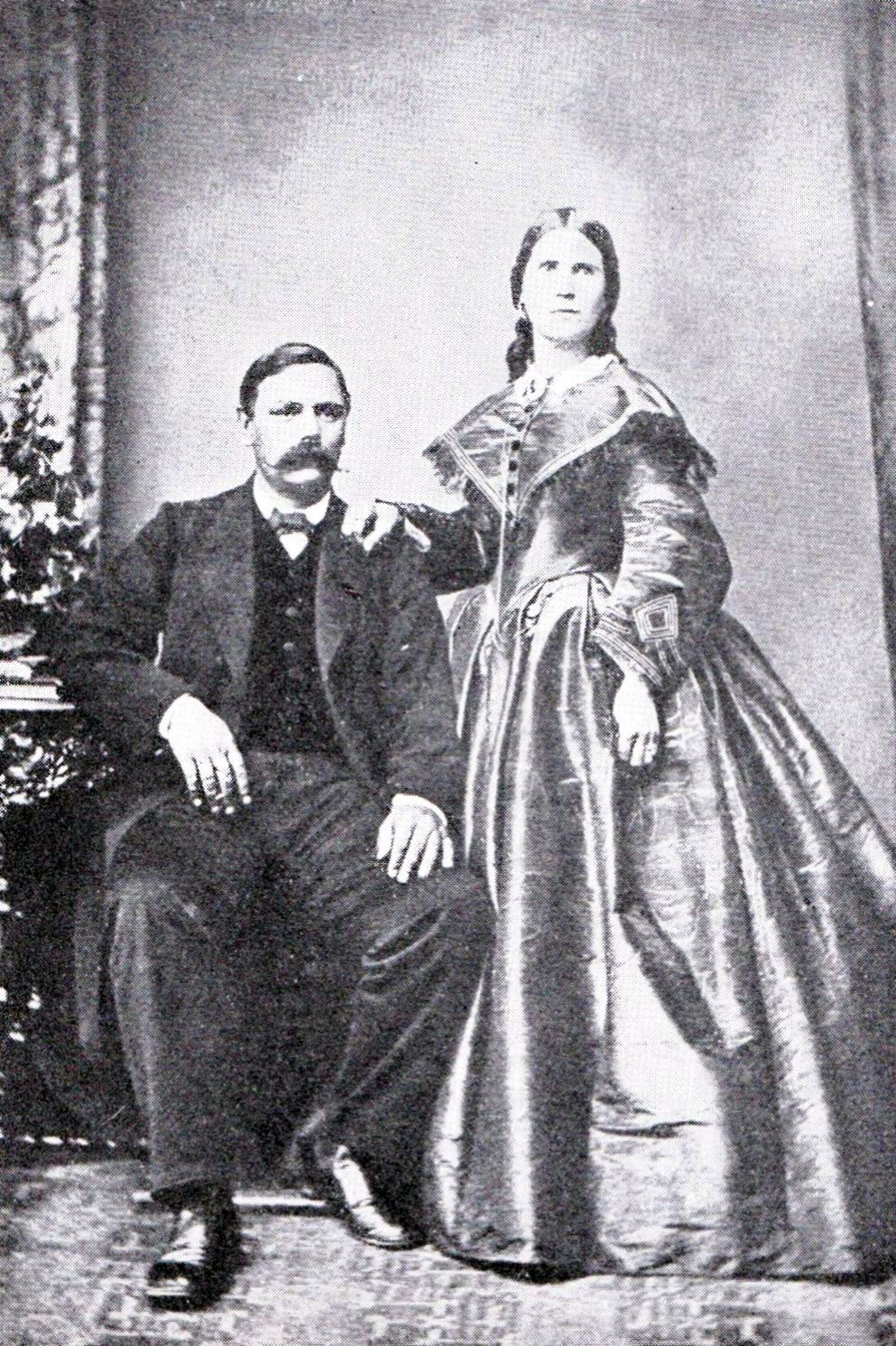
Maria cu soțui ei

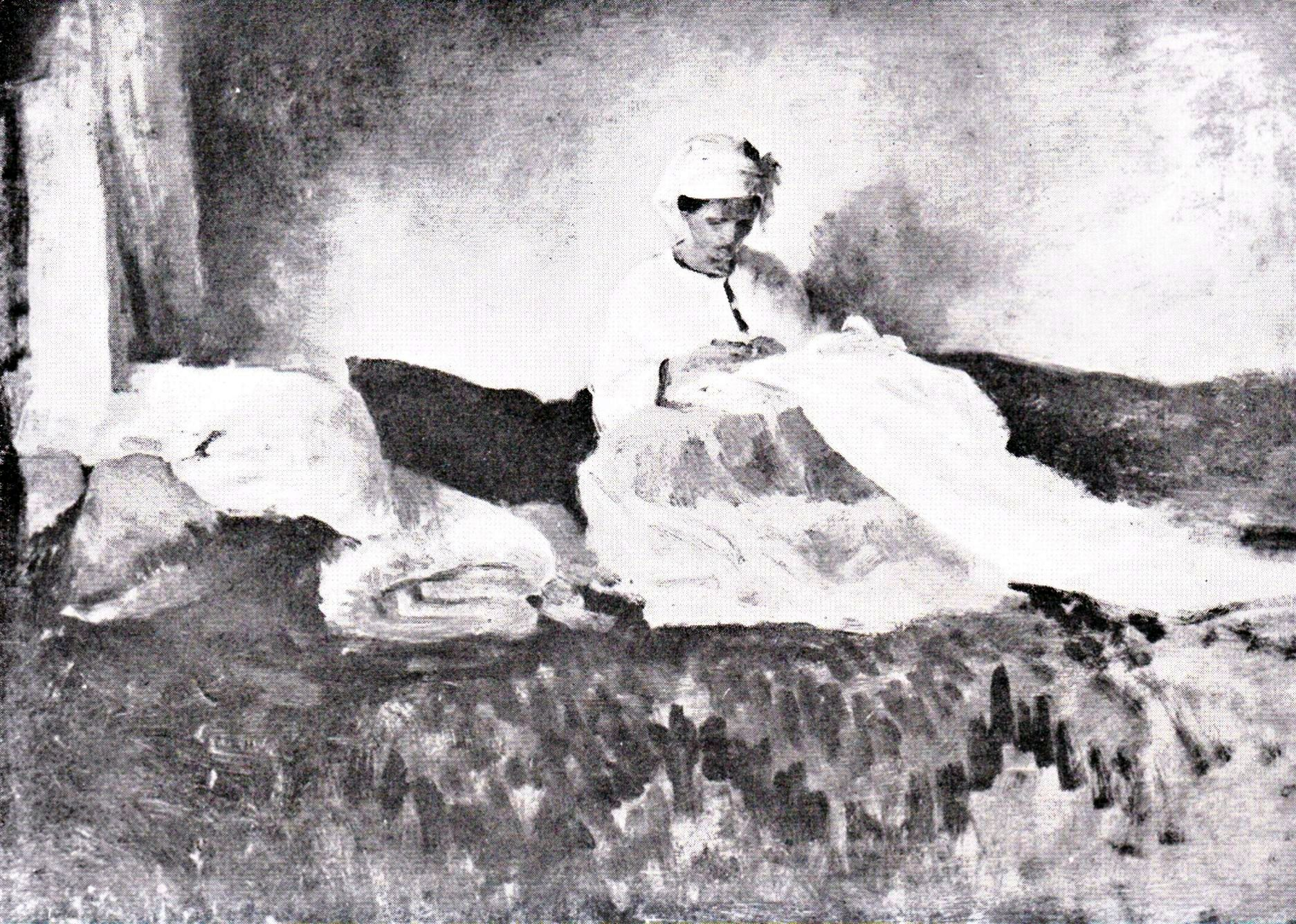
Maria Ghigorț cosând

Ion Grigorescu a murit în anul 1843 și ca urmare, soția sa Ruxandra împreună cu copiii s-au mutat la București în grădina lui Filip Lenș din Clopotari, acolo unde astăzi ființează un spital pentru copii. După un timp familia Grigorescu s-a mutat la o rudă de-a lor, la Popa Volbură din mahalaua Cărămidarilor, unde au dus o viață simplă, mulțumindu-se cu puțin. Aici, Ruxandra l-a deprins pe Nicolae să citească și să scrie. Se pare că totuși, multă carte nu a prea învățat Nicu. În mahalaua Cărămidari se învăța după scrieri bisericești cum era Catihetul din Sfântul Gheorghe și buchiile scrierilor vechi, la care s-a adăugat și noul tip de scriere numită în acea epocă de reformă. Din cauză că Ruxandra nu avea bani ca să-și susțină copiii prin școli, Nicolae nu a reușit să facă decât două clase primare. Copiii au fost nevoiți să muncească de tineri, fetele la croitorie, Gheorghe ca ucenic la un unchi din partea mamei - ca zugrav de biserici, Nicolae urmându-l în aceeași direcție.
Cu timpul, Nicolae a rămas singurul susținător al familiei, elocventă în acest sens fiind mărturisirea lui din anul 1856 în care a spus că ... este împovărat de îngrijirea de existență a unei mame văduve și [a unei] sore mai mică decât mine. Mama lui Nicolae a decedat în anul 1860, cu puțin timp înaintea plecării lui la Paris.
Așa cum Ghiță muncea la atelierul pictorului Anton Chladek, așa și Nicolae (Nicu) a intrat ca ucenic la acest atelier de zugrăvit. Din precizările pe care Virgil Cioflec le-a făcut despre această perioadă de ucenicie, a rezultat că Nicolae a fost pe la mai mulți meșteri zugravi până să ajungă la Chladek, la Gheorghe Puiu din Olari, mai apoi la fratele acestuia Dragomir și mai apoi la Nae Pantelimonescu care era renumit pentru că mânjia bine.
În zilele de sfârșit de săptămână, când lumea ieșea la Obor, Nicu împreună cu băiatul paracliserului de la Curtea Veche, ducea la târg iconițe lucrate de el pe căpătâie de scândură. Astfel, lumea cumpăra pe Sfântul Gheorghe, Sfântul Haralambie tămăduitorul de ciumă și pe Sfântul Nicolae cu barba albă. În acest mod, Nicu își aducea și el aportul cu câțiva sfanți și scoroveți la casa împovărată de griji și de nevoi.

## Familia maturității
„Contemporanii săi, precum și prietenii, istoricii de artă care mai târziu s-au aplecat asupra biografiei și artei sale, subliniază deopotrivă că viața personală și secretele atelierului de creație ale marelui pictor român, Nicolae Grigorescu (1838-1907), sunt înconjurate de o extremă discreție, în care este greu de pătruns. Criticii de artă, istoricii de artă sunt preocupați până în zilele noastre de identitatea frumoaselor femei imortalizate pe pânzele pictorului. Este învăluită în mister și figura tovarășei de viață, soția, mama fiului său Gheorghe, Maria Danciu, model al mai multor picturi târzii, cum afirmă unii dintre biografii săi, însă nu găsim aproape nicăieri date concrete despre ea. Deși contemporanii pictorului au putut vedea că alături de artist trăia o frumoasă tânără, care a fost modelul, iubita artistului, și care i-a dăruit și un fiu, despre ea, ca și despre băiat, au rămas puține date.”—hu Grigorescu a csomakőrösi családfán - de dr. Nagy Lajos, 4 octombrie 2014
Viața amoroasă a lui Nicolae Grigorescu a fost și este plină de incertitudini și mister. Un lucru este plin de adevăruri și anume că, întreaga operă a artistului care cuprinde o mulțime de naturi moarte, peisaje sau imagini din peisajul rural al satului românesc, este plină de o serie de figuri feminine în care noblețea este caracteristica principală. Una dintre cele mai mari iubiri pe care le-a avut Grigorescu în perioada sa de tinerețe a fost soprana Carlotta Lerik, pe care a cunoscut-o pe timpul studiilor sale la Școala de la Barbizon. După analiza criticilor și istoricilor de artă, Carlotta a fost una dintre muzele sale, ea pozând plină de feminitate pentru mai multe lucrări ale pictorului român. Astfel, ea apare în tabloul Interior de atelier și În grădină. Ulterior studiilor de la Paris, Grigorescu și Carlotta au fost prezenți în anul 1881 la malul Mării Negre din România, unde, după identificarea Doinei Păuleanu, Carlotta apare în pânzele Pe malul mării și La mare. Soprana Lerik a devenit foarte cunoscută în România, ea ținând mai multe concerte la Cazinoul din Constanța. Nu se știe nimic despre modul în care s-a stins relația de dragoste dintre cei doi.

Carlotta Lerik în opera grigoresciană
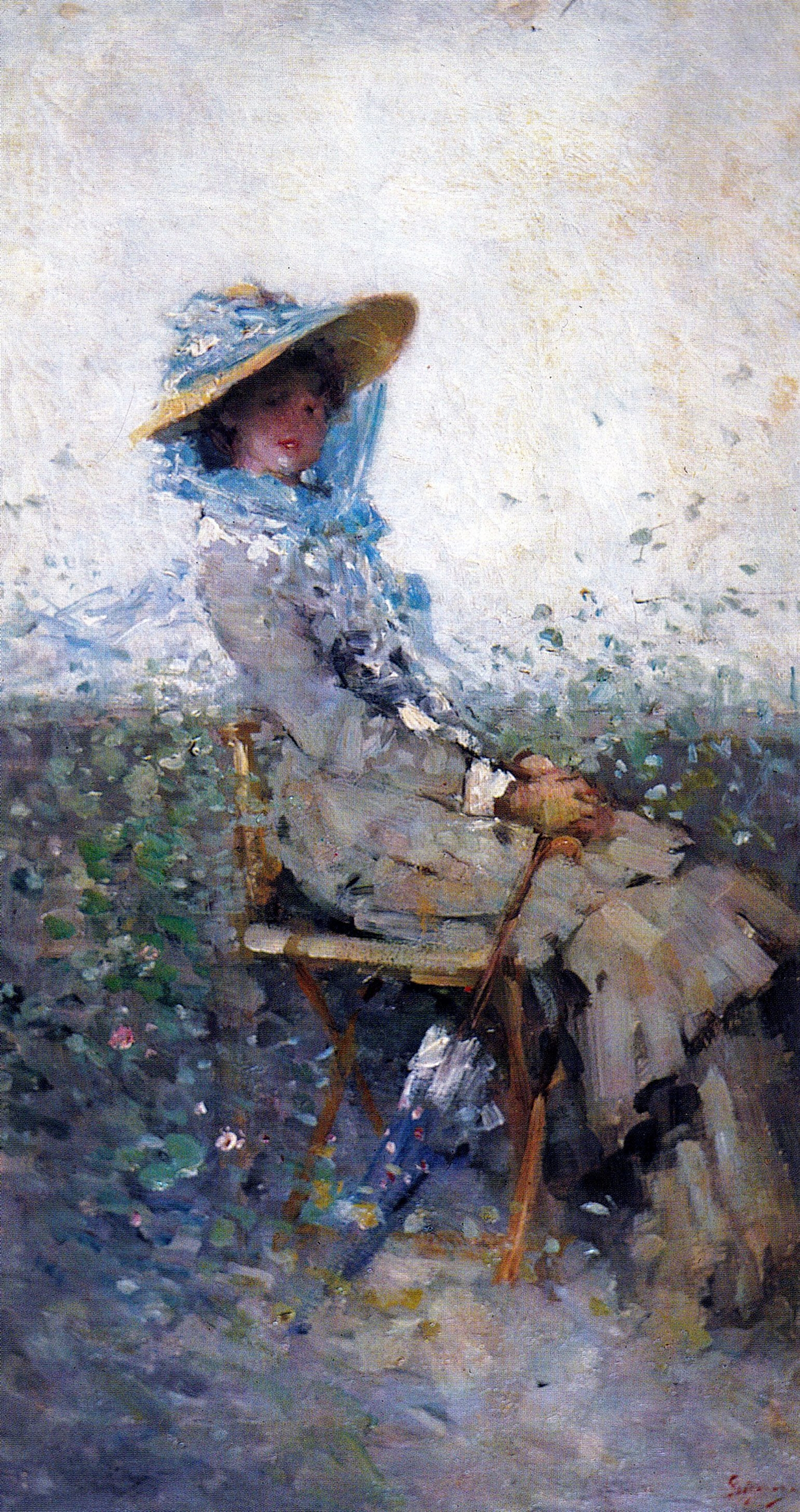
În grădină (1)
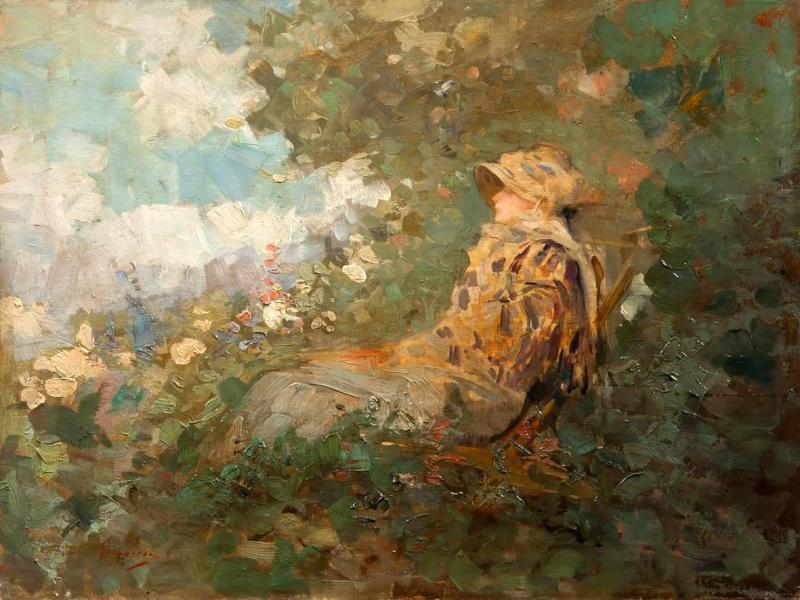
În grădină (2)
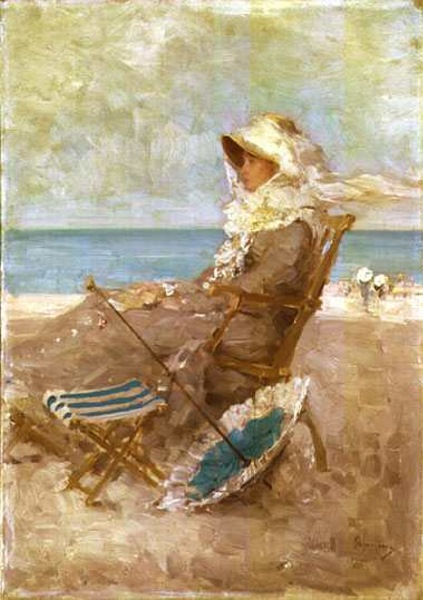
La mare (1)
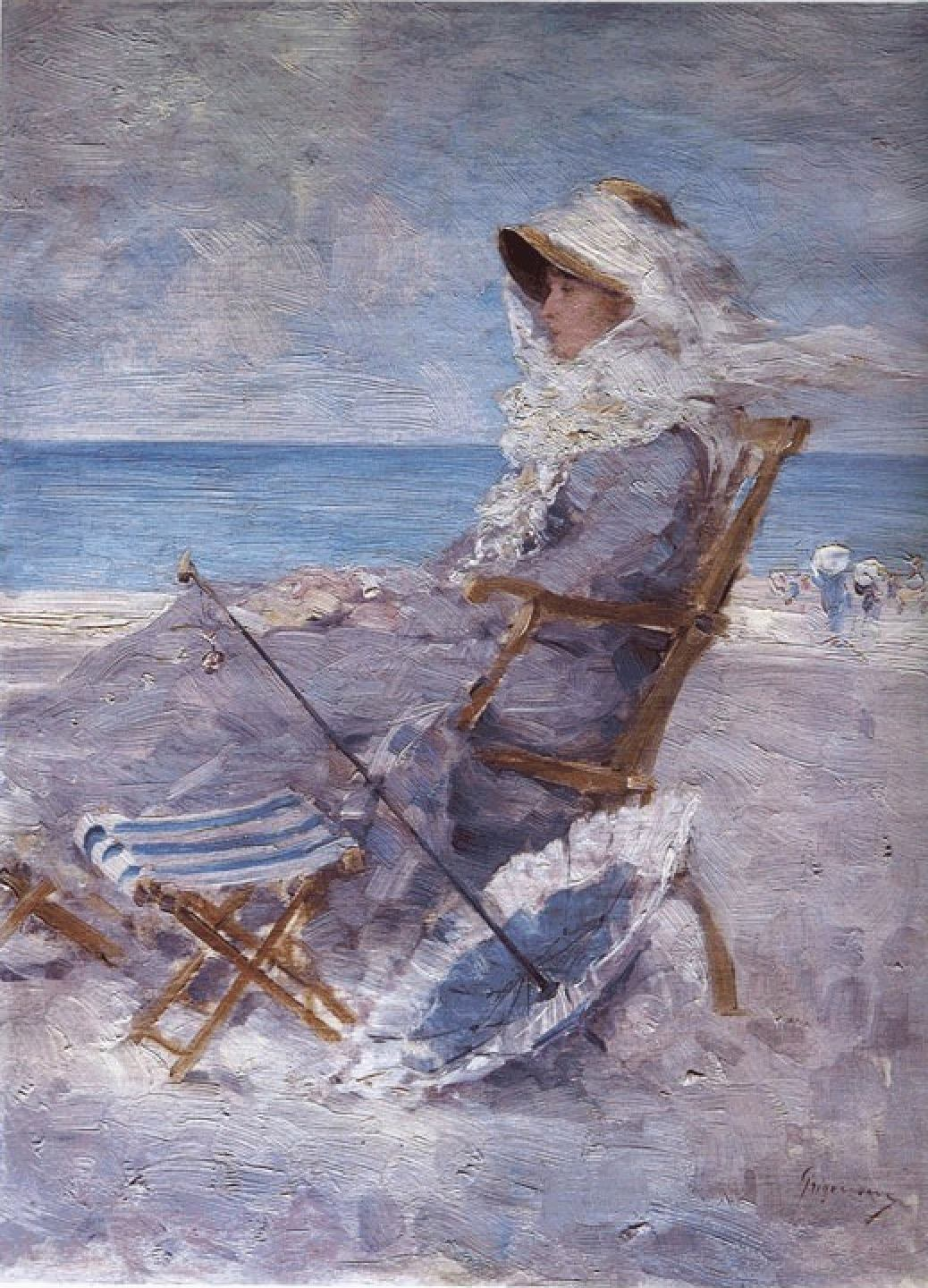
La mare (2)
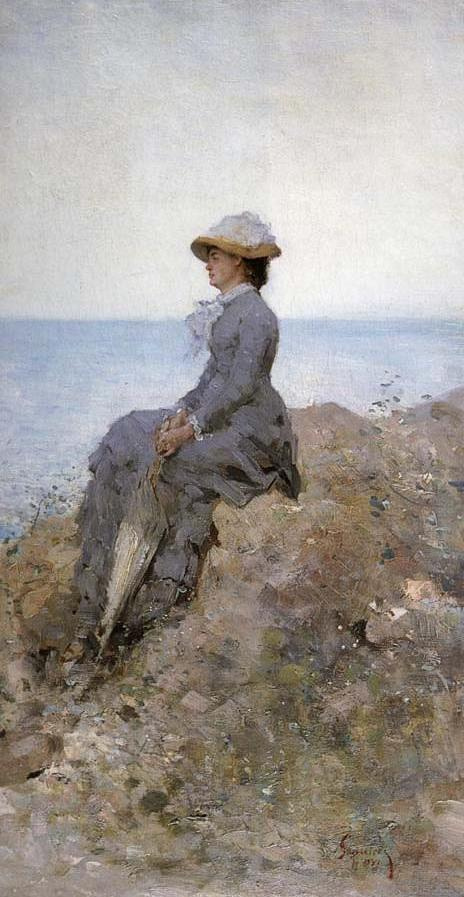
Pe malul mării
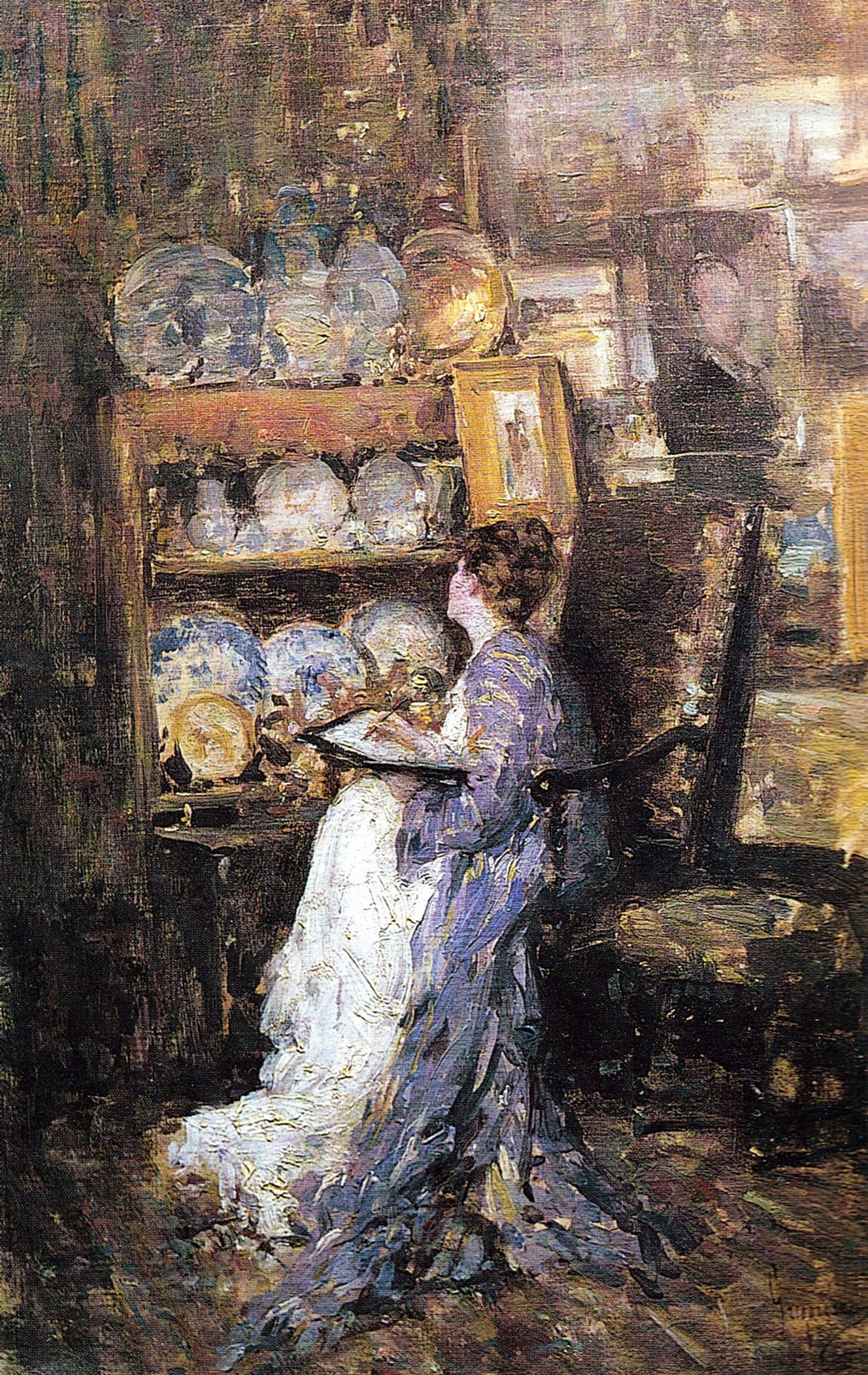
Interior de atelier

Monograful George Oprescu a menționat că Nicolae Grigorescu revenit în România, s-a mutat definitiv din București la Posada în anul 1887 și mai apoi la Câmpina unde și-a făcut o casă. În anul 1907 a decedat și a lăsat întreaga moștenire tovarășei sale de viață Maria Dáncs (Dancu sau Danciu) născută în familia lui Dáncs Gábor si Ördög Zsuzsánna din Chiuruș (Covasna), cu care s-a căsătorit în ultima sa zi de viață (vezi capitolul Incertitudini și controverse,), și fiului său Gheorghe, care a rezultat din relația celor doi. Despre cei doi moștenitori au rămas foarte puține date, Grigorescu cunoscând-o pe Maria în perioada 1883–1885. Cu Maria, artistul a trăit circa optsprezece ani, timp în care ea l-a îngrijit „... cu duioșie, cu devotament și o țărănească discreție”.

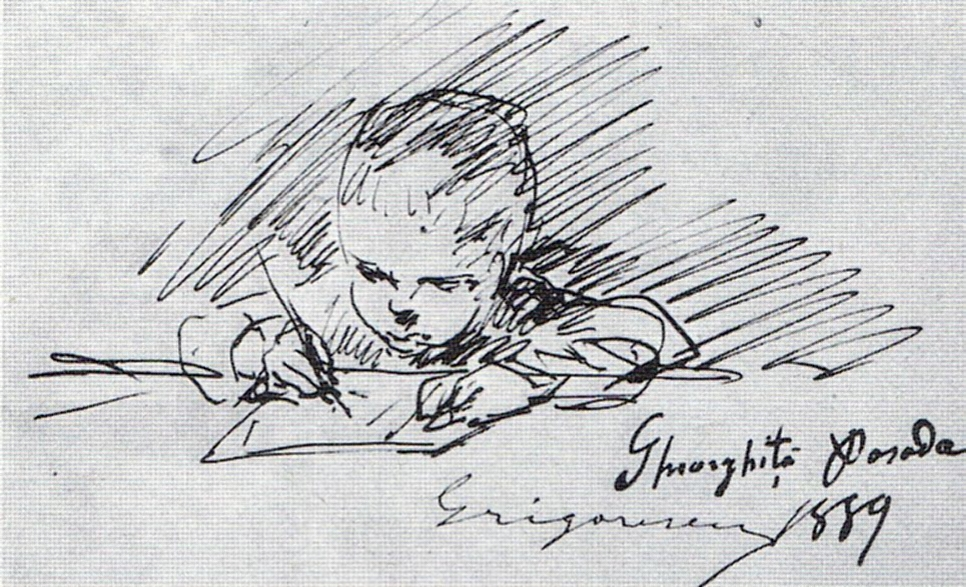
Gheorghiță (fiul) - (1889)

În anul 1907, Gheorghiță era deja flăcău și avea cu adevărat înclinații artistice. El a studiat desenul cu tatăl lui după care a urmat cursurile Școlii Naționale de Artă din București, fiind înscris la clasa profesorului Jean Steriadi, care era fiul lui Alexandru Steriadi, prietenul lui Nicolae Grigorescu.
Gheorghe (1886-1955), fiul lui Nicolae Grigorescu, s-a căsătorit cu Ana (Anișoara) Vlahuță, fiica lui Alexandru Vlahuță, prietenul artistului. Din această legătură s-au născut patru urmași: Nicolae Gh. Grigorescu , Niculina Grigorescu, Dinu Gh. Grigorescu și Ruxandra Gh. Grigorescu, după cum urmează:
- Nicolae Gh. Grigorescu  a absolvit liceul în Câmpina în anul 1930 și a devenit inginer la Căile Ferate Române, neavând urmași. [38]
- Niculina Grigorescu (1920, Câmpina - 1986) a absolvit liceul în anul 1947 și a urmat cursurile Academiei de Artă din București, după care a urmat o carieră la Institutul Pedagogic din București, neavând urmași.[38]
- Ruxandra Grigorescu a devenit soția cunoscutului arhitect Constantin Theodorescu. A avut urmași. Ruxandra a absolvit Universitatea din București, Facultatea de Arhitectură, și a emigrat împreună cu soțul ei în anul 1982 în Franța. Mama Ruxandrei, Ana Grigorescu (născută Vlahuță) a emigrat la Paris și a locuit acolo până la moartea sa din anul 1989. [38]
- Dinu Gh. Grigorescu a absolvit Academia de Arte Plastice din București în anul 1939 și a emigrat la Paris unde a devenit pictor și scenograf. A avut urmași.[38]

În anul 1997, Dinu Gh. Grigorescu și cuplul Theodorescu au venit în România pentru a căuta în Chiuruș (Covasna), locul natal al Mariei Dáncs, date despre bunica lor. Din declarațiile pastorului local Bíró Sándor, d-na Theodorescu și Dinu erau nepoții lui Grigorescu. Aceștia aveau câteva informații despre bunica lor și au dorit să examineze dosarele de stare civilă pentru a găsi date suplimentare. Cum registrele s-au pierdut în anul 1950, ele fiind confiscate de către statul comunist, ei au trecut la cercetarea registrelor parohiei din Chiuruș, împreună cu pastorul local. Aici au găsit numele părinților Dáncs Gábor si Ördög Zsuzsánna alături de numele a altor două surori ale bunicii Lizi și Ráchel, Maria figurând ca fiind născută în anul 1865. Nagy Lajos a studiat arborele genealogic al familiei Dáncs până în anul 1764 și a descoperit că și el însuși ar face parte din acel arbore. Din această analiză a rezultat faptul că părinții Mariei, Dáncs Gábor și Ördög Zsuzsánna, au avut împreună patru copii: Rozália (n. 23 februarie 1864), Mária (n. 20 decembrie 1865), Ráchel (n. 19 decembrie 1870) și Gábor (n. 6 decembrie 1871). Doi dintre ei au murit de tineri Gábor (d. 29 noiembrie 1873) și Rozália (d. 30 septembrie 1876). Din registrele de stare civilă reiese că strămoșii Mariei au fost mici nobili secui. Gábor și Zsuzsánna au murit timpuriu, tatăl Mariei în anul 1875, la vârsta de 36 ani, iar mama în 1883, la vârsta de 47 de ani.

Maria Dáncs în opera grigoresciană
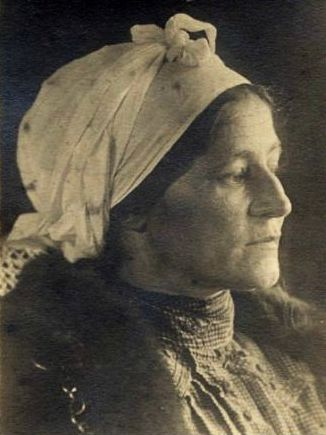
Maria Dáncs (foto)
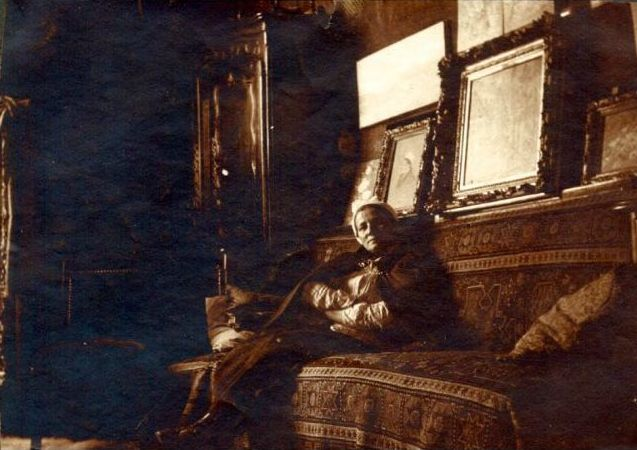
Maria Dáncs la Câmpina (foto)
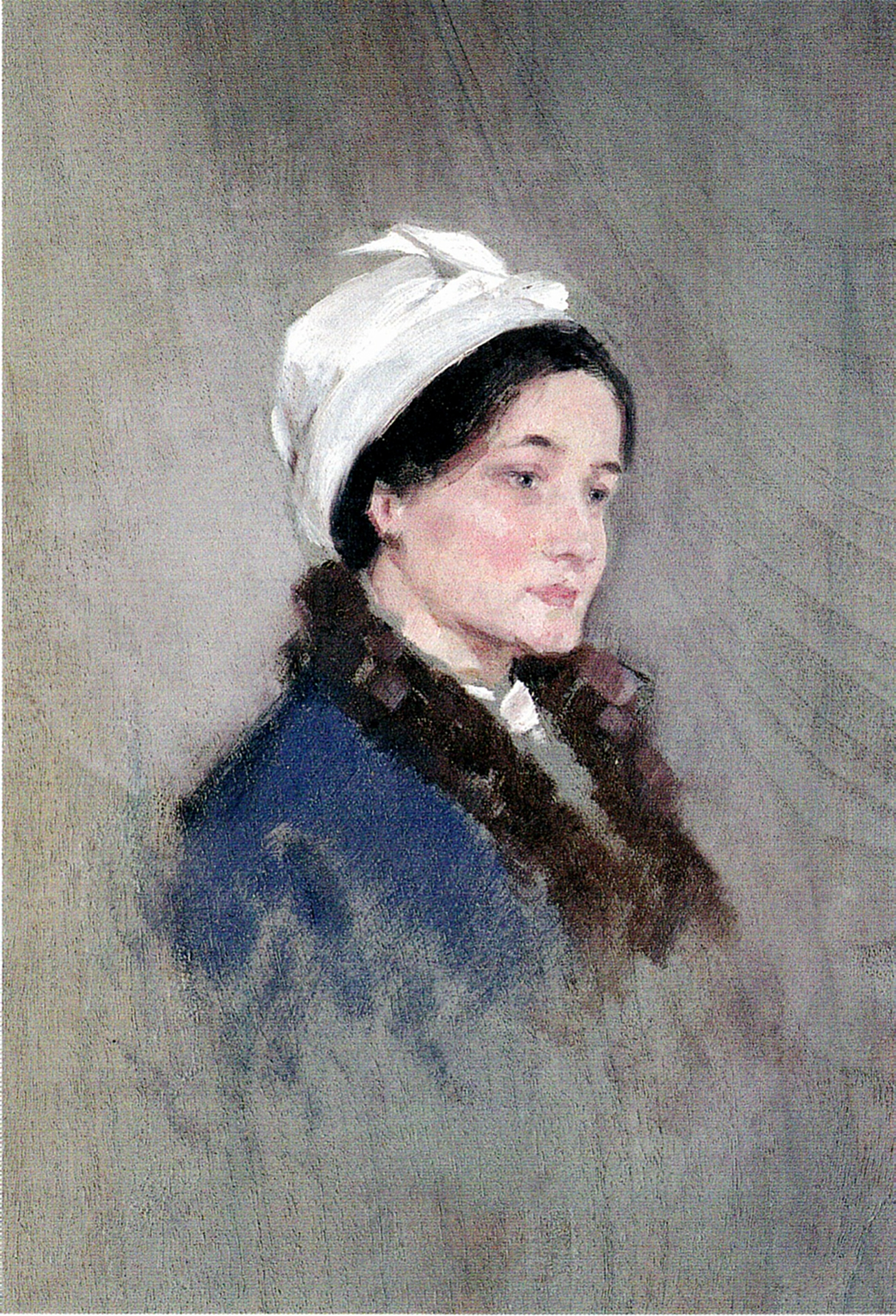
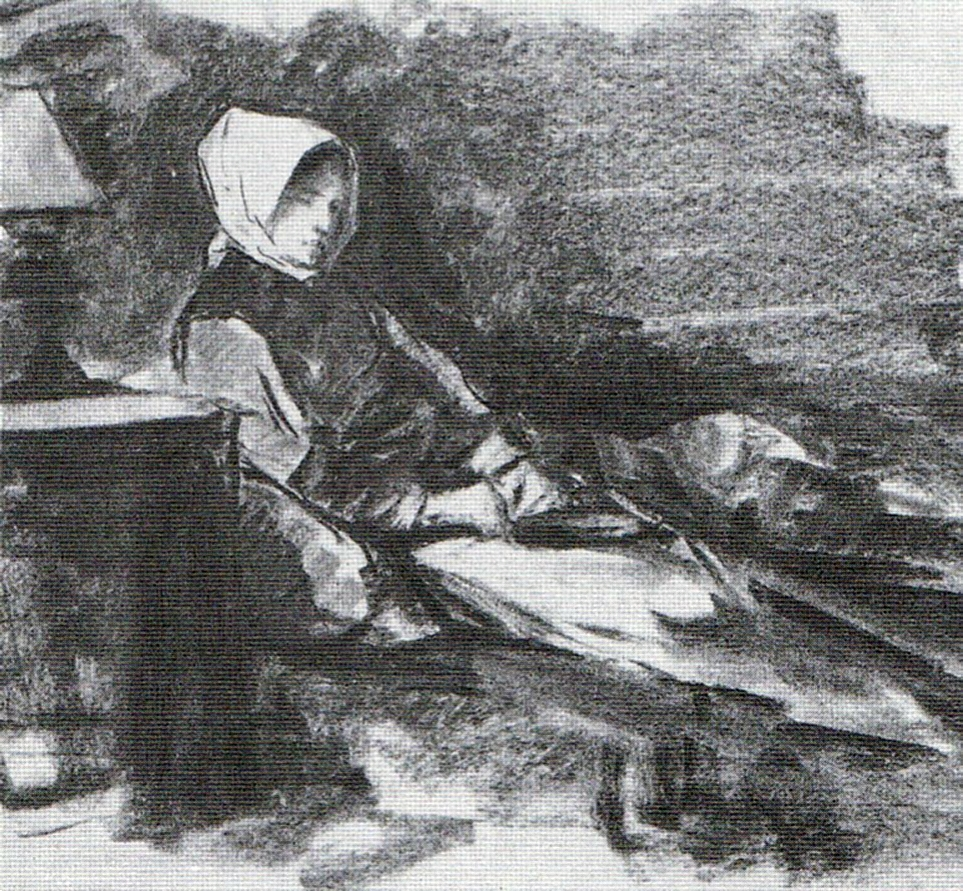
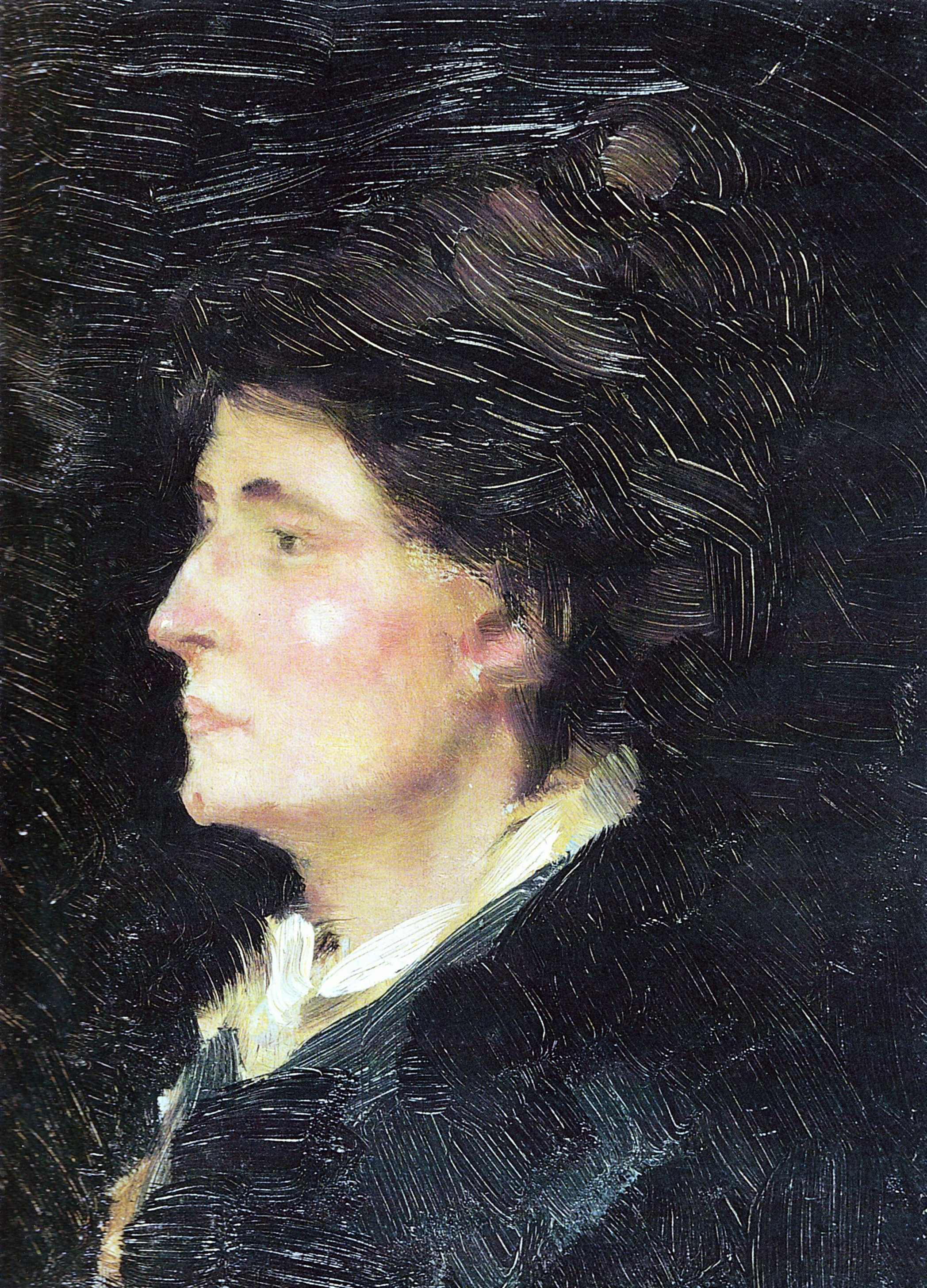
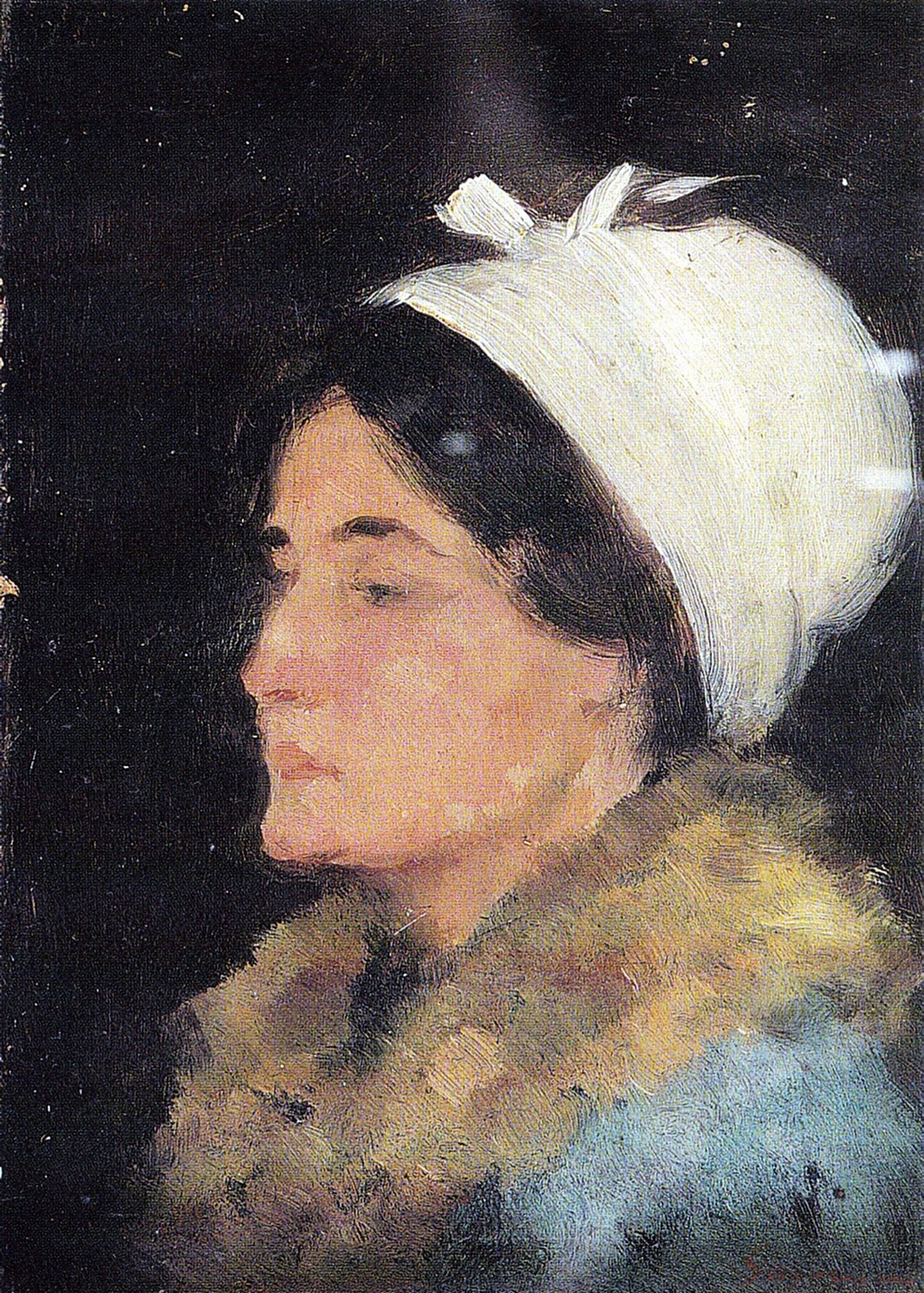

Maria Dancs a rămas astfel orfană și și-a căutat norocul în București, acolo unde poate l-a cunoscut pe Nicolae Grigorescu. Nagy Lajos nu a reușit să depisteze vreo informație care să ateste anul plecării Mariei la București și nici cu ce s-a ocupat acolo sau în ce condiții l-a cunoscut pe artist. El doar a presupus că totul s-ar fi întâmplat în perioada 1883–1885, în preajma decesului mamei ei. Tot Nagy Lajos a considerat că din această perioadă s-ar naște misterul privitor la originea ei, pe care l-au ținut Maria, Grigorescu și toți prietenii lui, Alexandru Vlahuță, Barbu Ștefănescu Delavrancea, Ion Luca Caragiale, doctorul Istrati, Nicolae Petrașcu, etc. Lajos a susținut că și în locul unde este înmormântat Grigorescu și Gheorghe fiul său, mai există un mormânt pe care cruce nu există niciun nume, acesta fiind indicat a fi mormântul Mariei deoarece niciunul dintre nepoții pictorului nu a fost îngropat aici.

## Incertitudini și controverse

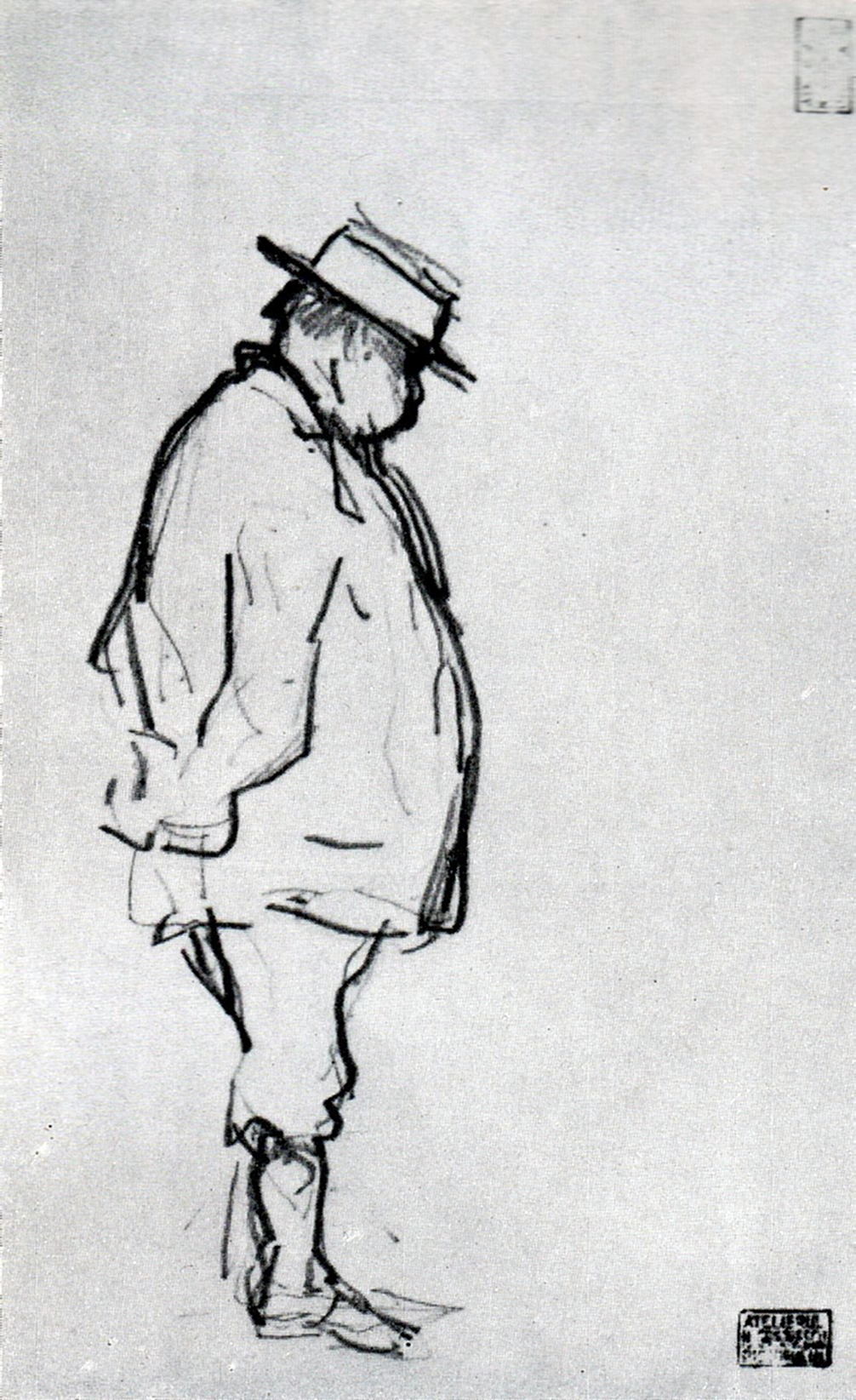
Schiță care-l înfățișează pe Gheorghe Grigorescu așa cum arăta la bătrânețe

### Data nașterii
Asupra datei de naștere a lui Nicolae Grigorescu planează incertitudini declanșate de prima lucrare biografică a lui Alexandru Vlahuță care a menționat că artistul s-ar fi născut în data de 15 mai 1838, conform declarațiilor artistului. Informația nu a fost preluată și de Virgil Cioflec care a luat drept certă informația de natura orală lui Anton Serafim că artistul s-ar fi de născut în anul 1834.  Informația primară prin care se menționează ca an de naștere anul 1834 este argumentată de amintirile unui tovarăș de atelier de tinerețe al lui Grigorescu. Această precizare a fost adusă și de George Oprescu în monumentala monografie a lui Nicolae Grigorescu din anul 1961. Comentariul lui Oprescu face referire la Anton Serafim Barbu. Serafim ar fi declarat că: Eu sunt născut în 38, Grigorescu este mai mare ca mine cu patru ani. Când am intrat ca ucenic la Pantelică, Grigorescu ieșise calfă. Oprescu a pus referință la acest citat la biografia lui Cioflec din anul 1925, biografie care nu conține de fapt declarația lui Serafim Barbu, ci doar natura orală a informației despre data nașterii. În continuare, Oprescu a interpretat declarația lui Serafim Barbu punând întrebarea dacă nu cumva Serafim nu confunda în amintirile sale pe Grigorescu cu fratele lui Gheorghe, considerând că data ar corespunde aproximativ. George Oprescu, Barbu Brezianu, Mircea Popescu, Iulia  Iliescu și Marina Motroc, Alexandru Cebuc,, Vasile Florea, Catalina Macovei,, etc..., au luat ca an de naștere anul 1838, conform declarațiilor lui Nicolae Grigorescu.
Pe de altă parte, o incertitudine a apărut din înscrisul din registrul Școlii de Belle Arte din Paris din momentul înregistrării lui Nicolae Grigorescu ca viitor cursant al celebrei instituții de artă pariziene. Astfel, data nașterii pictorului român este 15 mai 1837. Informația privitoare la locul nașterii este surprinzătoare și anume București. George Oprescu a considerat că Grigorescu a vrut în acest fel să înlesnească recunoașterea de către oficialitățile școlii a zonei geografice de unde provenea. Comentariul nu a fost susținut de surse documentare și pare a fi o părere personală. Mai departe, Oprescu a apreciat ca fiind ciudată schimbarea anului de naștere și păstrarea zilei, totul putând fi pus, în opinia sa, pe seama neatenției celui care a completat registrul.

### Icoanele din Pitaru
Referitor la icoanele existente la biserica din Pitaru există o controversă între Alexandru Vlahuță și George Oprescu. În timp ce Vlahuță a amintit că la biserica satului există o icoană care înfățișează pe Sfinții Constantin și Elena, icoană care a fost realizată de Ghiță Grigorescu, un unchi al lui Nicolae Grigorescu, George Oprescu amintește de trei icoane datate 1852 și 1853. Oprescu a considerat că Vlahuță a precizat în mod eronat că icoana ar aparține vreunui unchi numit Ghiță Grigorescu, deoarece dacă acesta era din partea mamei, nu se putea numi Grigorescu.

### Decesul artistului
Informațiile cu privire la decesul și căsătoria de ultimă clipă a lui Nicolae Grigorescu cu partenera sa cu care a trăit peste optsprezece ani Maria Dáncs, suferă de ambiguitate și incertitudini. Dacă Virgil Cioflec a amintit doar data decesului care a survenit în data de 24 (?) iulie 1907, Alexandru Vlahuță s-a rezumat la o descriere poetică a sfârșitului. George Oprescu în cercetările pe care le-a făcut, a amintit de situația nesigură pe care tovarășa de viață a lui Nicolae o avea după o așa de lungă perioadă de conviețuire fără o finalitate în oficializarea situației familiale. Oprescu a menționat faptul că Grigorescu a vrut să legitimizeze relația și-l numește pe doctorul Istrati ca cel care a furnizat informația că această căsătorie s-ar fi realizat aproape de patul de moarte. Informația dată de Istrati a fost contrazisă de Nicolae Petrașcu care a susținut că evenimentul ar fi fost amânat pentru a doua zi, adică prea târziu. Oprescu a susținut ipoteza lui Petrașcu, spunând că acesta a fost adevărul, aducând în susținerea afirmației textul testamentului întocmit de Nicolae Grigorescu. Precizările lui Nicolae Petrașcu sunt edificatoare:
„C-o zi înainte de a se pierde, Grigorescu trimise să cheme la el pe d-rul Istrati de acasă și să-l roage cu glas aproape stins: «Să-l cunune cu femeia cu care trăia de 18 ani». Doctorul Istrati i-a promis, dar mai întâi să se facă bine. Grigorescu însă a doua zi, la 21 iulie 1907, și-a închis ochii. Întins în atelier într-un sicriu modest, Grigorescu stătea nepăsător acum, în mijlocul tablourilor sale de pe pereți. Până să vie preotul, voii să văd camerele în care trăise el. În ușa celei din urmă, găsii pe mama copilului lui, îmbrăcată în negru, stând tristă… O întrebai de ultimele momente ale lui Grigorescu și ea îmi răspunse câteva cuvinte cu buzele tremurând. Brună, cu trăsăturile regulate, cu părul castaniu închis, adus puțin pe frunte, cu ochii negri, cu mâinile mici, îmi aminti de unele din figurile lui din tablouri și îndeosebi țărăncuța din Primăvara”.
---- Nicolae Petrașcu
Jurnalistul N. Petrașcu a remarcat asemănările dintre „mama copilului” și protagonista care apare în mai multe picturi. Alți autori au scris că artistul o îmbrăca adesea pe Maria Danciu în costume populare provenite din diferite meleaguri, costume care există și astăzi în casa memorială, aflate odinioară în proprietatea soției pictorului.

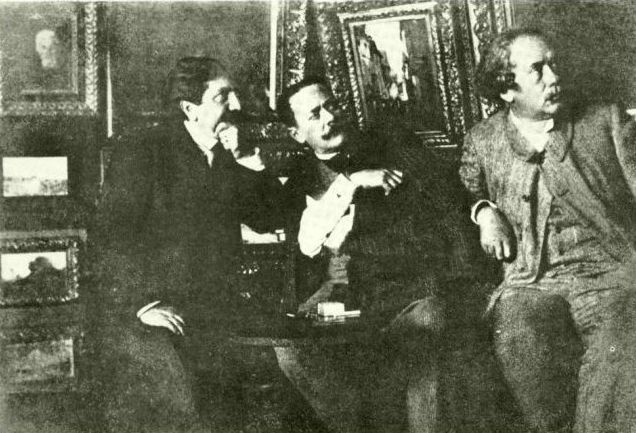
Alexandru Vlahuță, Ion Luca Caragiale și Barbu Ștefănescu Delavrancea în casa lui Nicolae Grigorescu de la Câmpina

Prin testament, Grigorescu a lăsat ca legatari universali asupra averii sale pe Maria Dáncs și pe fiul său Gheorghe. Testamentul mai cuprinde, de asemenea, referiri privitoare la sora Elena și fratele său Gheorghe. În plus de toate acestea, testamentul a făcut referire la instituirea unui fond pus la dispoziția Ministerului de Instrucție Publică pentru acordarea a două burse tinerilor studioși în artele plastice, pentru urmarea cursurilor în străinătate. În data de 21 iulie 1907, Nicolae Grigorescu a trecut în neființă și a fost dus la cimitir într-un car cu patru boi. Ca întâmplare sinistru-hazlie, este de precizat că în momentul coborârii în groapă s-a observat că aceasta era prea mică. Oprescu nu a adus nicio sursă documentară primară sau secundară pentru toate afirmațiile sale, decât doar testamentul artistului și referiri la documente de interior (probabil documente - n.r.) de la Muzeul din Câmpina.
Barbu Brezianu în informațiile noi pe care le-a adus în anul 1959 a făcut referirea că Nicolae Grigorescu afându-se pe patul de moarte, s-ar fi gândit în ultimele sale clipe să-i cheme pentru a-și lua rămas bun pe prietenii săi: Vlahuță, Delavrancea și Bernath. Aceștia ar fi venit imediat și în prezența doctorului Istrati, pictorul și-ar fi întocmit testamentul amintit de către George Oprescu. În plus de tot ce a spus Oprescu, Brezianu a specificat cuantumul bursei de 50.000 lei. Tot Brezianu a susținut teza cum că bursa nu s-ar fi acordat niciodată, deoarece nimeni nu ar fi fost în măsură să fie atât de capabil pentru ca bursa să-i fie acordată. În acest sens, Brezianu a amintit ca notă de subsol, faptul că în anul 1908, candidații Stoica și Romano s-au arătat a fi nevrednici de nivelul concursului. Barbu Brezianu nu a adus nicio sursă documentară primară sau secundară pentru toate afirmațiile sale, decât doar testamentul artistului.